# 2011
2011 (MMXI) a fost un an obișnuit al calendarului gregorian, care a început într-o zi de sâmbătă. A fost al 2011-lea an d.Hr., al 11-lea an din mileniul al III-lea și din secolul al XXI-lea, precum și al 2-lea an din deceniul 2010-2019. A fost desemnat:
- Anul Internațional al Pădurilor.
- Anul Internațional al Chimiei.
- Anul Internațional al Persoanelor de Origine Africană. [1]
- Anul European al Voluntariatului.
- Anul orașelor Turku (Finlanda) și Tallinn (Estonia), numite Capitale Europene ale Culturii.

## Evenimente

### Ianuarie

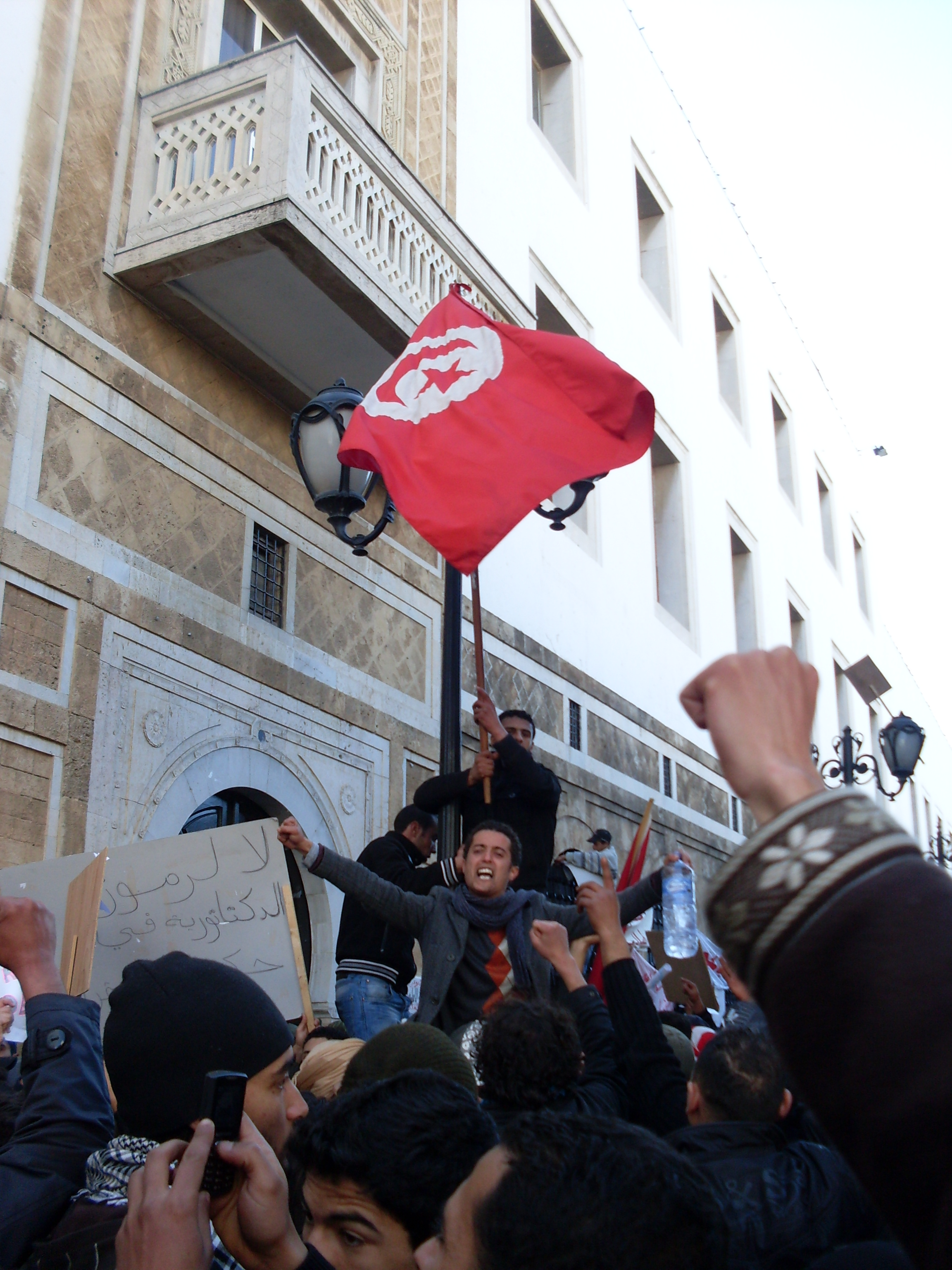
Revoluție în Tunisia - începe Primăvară Arabă

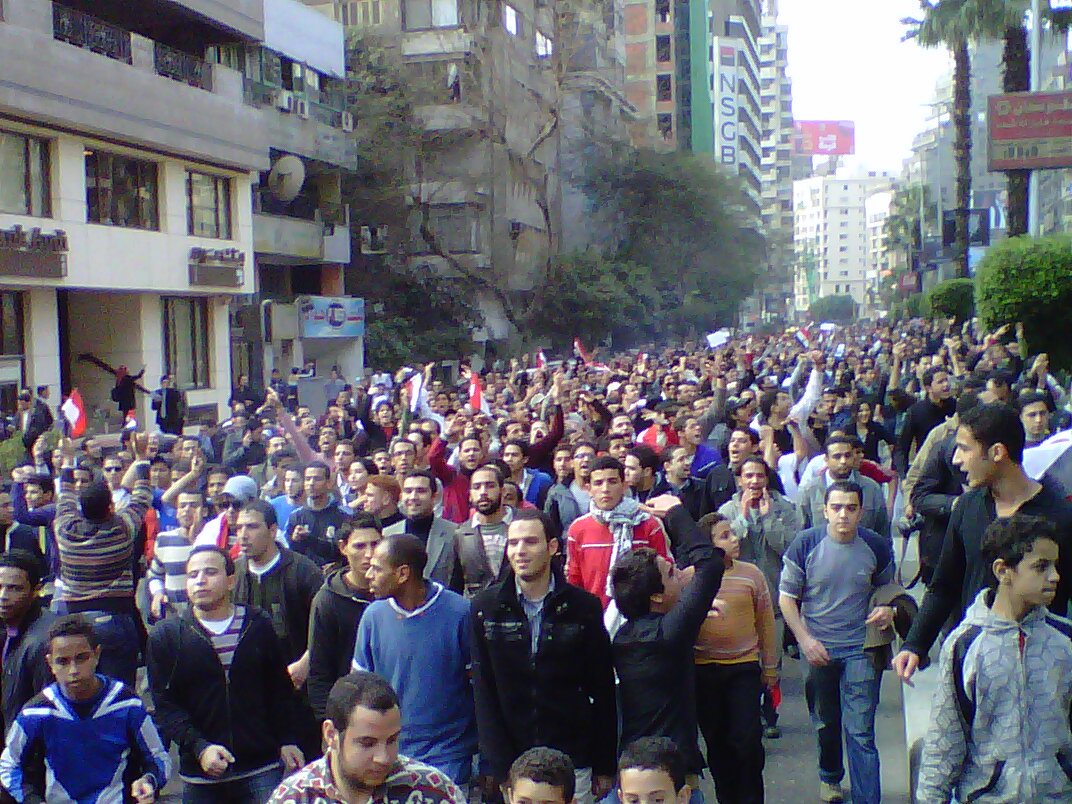
Debutul revoluției din Egipt

- 1 ianuarie: Ungaria preia de la Belgia președinția Consiliului Uniunii Europene.
- 1 ianuarie: Estonia adoptă moneda euro renunțând la coroana estoniană.
- 4 ianuarie: O eclipsă solară parțială a fost vizibilă în Europa de Nord și în Europa de Est.
- 4 ianuarie: Canadianca Kathryn Gray în vârstă de 10 ani, devine cea mai tânără persoană care a descoperit o supernovă.[2]
- 8 ianuarie: Un incident armat care a avut loc într-un supermarket din Tucson, statul american Arizona, a dus la moartea a 6 persoane și rănirea altor 14. Gabrielle Giffords, membră a Congresului SUA, a fost rănită grav în incident.
- 9 ianuarie: Referendum pentru independență în Sudanul de Sud. Rata de participare a fost de 96%.[3]
- 9 ianuarie: În apropiere de orașul Urumiyeh, în nord-vestul Iranului, are loc un accident aviatic al companiei naționale Iran Air. Potrivit bilanțului poliției cel puțin 77 de persoane au murit, 26 au fost rănite și 1 este dată dispărută.[4]
- 10 ianuarie: NASA a anunțat că a descoperit cu ajutorul telescopului spațial Kepler prima exoplanetă ce are o mărime apropiată de cea a Terrei.
- 13 ianuarie: A început Campionatul Mondial de Handbal Masculin din Suedia.
- 14 ianuarie: La Bruxelles au avut loc discuții pentru adoptarea raportului tehnic privind aderarea României la spațiul Schengen. Franța a fost singura țară care a cerut timp suplimentar pentru studierea dosarului României privind Sistemul de Informații Schengen,[5] însă ulterior nu a cerut nici o lămurire României în termenul legal (20 ianuarie).[6]
- 15 ianuarie: Începând cu acest an, de ziua poetului Mihai Eminescu, în România va fi sărbătorită "Ziua Culturii Naționale", în urma unei legi promulgate la 6 decembrie 2010.
- 15 ianuarie: Zine El Abidine Ben Ali a fost înlăturat definitiv de la președinția Tunisiei, unde Consiliul Constituțional a declarat funcția vacantă și l-a numit pe președintele Parlamentului șef de stat interimar, în conformitate cu prevederile Constituției.[7]
- 16 ianuarie: A avut loc cea de-a 68-a ediție a Premiilor Globul de Aur.
- 24 ianuarie: Cel puțin 35 de persoane și-au pierdut viața și mai mult de 100 rănite într-o explozie la Aeroportul Internațional Domodedovo din Moscova.[8]
- 26 ianuarie: Mii de egipteni se alătură protestelor antiguvernamentale după o campanie pe internet inspirată de revolta tunisiană recentă.

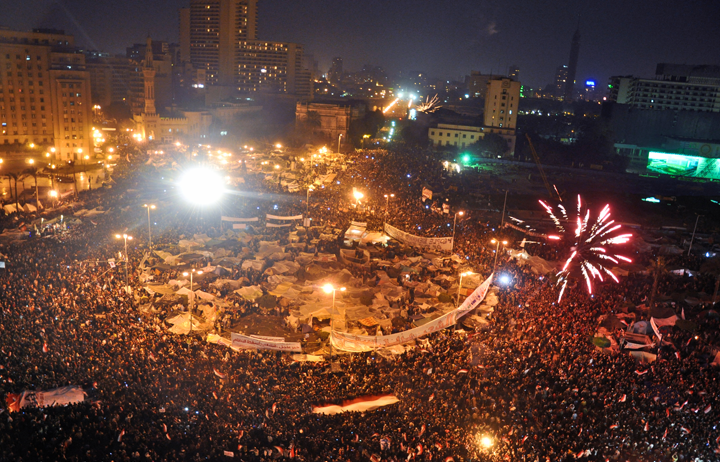
Sărbătorirea victoriei în Tahrir Square după anunțul demisiei președintelui Mubarak

### Februarie
- 2 februarie: Din cauza tulburărilor politice din țară, președintele egiptean Hosni Mubarak a anunțat că nu va candida la alegerile electorale din septembrie.
- 2 februarie: Guvernul sudanez, în prima sa reacție oficială după rezultatele preliminare care au indicat un vot în favoarea independenței sudul Sudanului, este de acord să accepte rezultatele; Vice-președintele Ali Osman Taha spune că guvernul intenționează "să urmeze o politică de relații de bună vecinătate cu sudul".
- 4 februarie: Cairo: Protestatarii antiguvernamentali au demonstrat împotriva regimului Mubarak în Piața Tahrir (Libertății) în a 11-a zi de proteste (numită "Vinerea plecării").[9]
- 7 februarie: Rezultatele oficiale ale referendumului independenței Sudanului de Sud arată că aproape 99% dintre alegători au ales să devină independenți.[10]
- 11 februarie: Din cauza protestelor din Egipt, președintele egiptean Hosni Mubarak a demisionat.
- 13 februarie: A avut loc a 53-a ediție a Premiilor Grammy la Staples Center, Los Angeles. Lady Antebellum a câștigat 5 premii, iar Lady Gaga - la categoriile "Best Female Pop Vocal Performance" pentru melodia "Bad Romance", "Best Pop Vocal Album" pentru albumul "The Fame Monster" și "Best Short From Music Video" pentru "Bad Romance", David Froster, Jay-Z, John Legend au câștigat câte 3 premii fiecare.
- 15 februarie: Începutul seriei de proteste și confruntări din Libia împotriva lui Muammar Gaddafi, care conduce Libia de 42 de ani.
- 15 februarie: Prim-ministrul italian Silvio Berlusconi este acuzat de plată pentru sex cu o minoră și abuz de putere în așa numitul "scandal Rubygate".[11]
- 27 februarie: A 83-a ediție a premiilor Oscar. Filmul The King's Speech este marele câștigător al ediției cu patru premii Oscar inclusiv pentru cel mai bun film și cel mai bun actor pentru Colin Firth.
- 28 februarie: Iranul amenință cu boicotarea Jocurilor Olimpice de vară din 2012 din cauza logo-ul oficial al competiției; potrivit guvernului de la Teheran, simbolurile din logo pot fi rearanjate formând cuvântul "Zion", termen biblic ce se referă la Ierusalim.[12]

### Martie

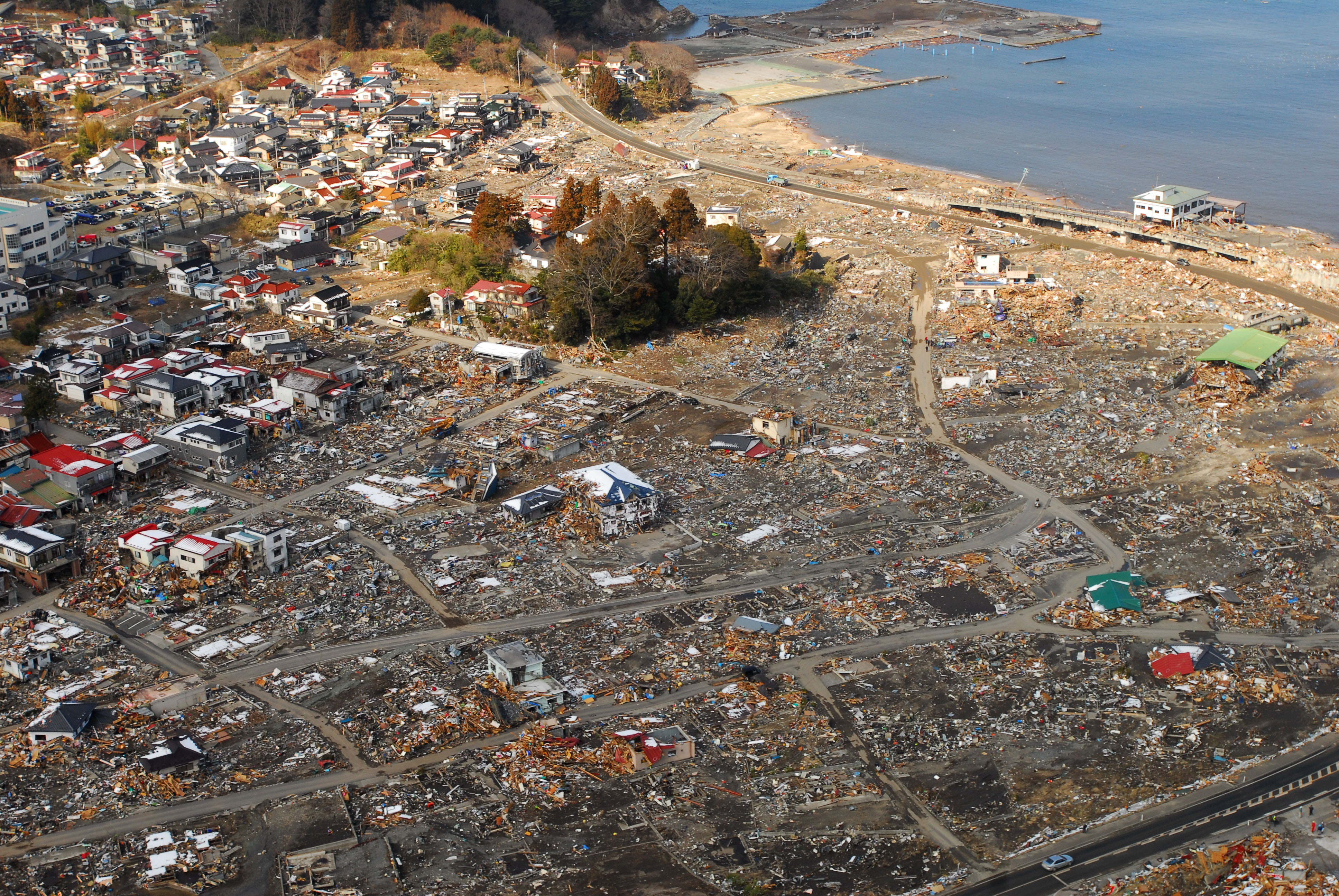
Cutremur devastator în Japonia

- 2 martie: Papa Benedict al XVI-lea îi exonerează pe evrei pentru responsabilitatea morții lui Iisus Hristos în cartea sa Iisus din Nazareth.[13]
- 9 martie: Alertă de tsunami după un cutremur cu magnitudinea de 7,2 grade Richter produs în Japonia, în regiunea insulei Honshu.
- 11 martie: Un cutremur cu magnitudine 9 grade Richter și cu epicentrul în oceanul Pacific, a lovit orașul Sendai, aflat pe coasta de est a Japoniei. Seismul a fost urmat de numeroase replici de peste 6 grade și a declanșat un tsunami de peste 10 metri. A fost cel mai puternic cutremur înregistrat vreodată în Japonia.[14]
- 12 martie: O explozie la Centrala nucleară de la Fukushima 1; patru muncitori sunt răniți și locuitorii zonei avertizați de scurgeri de radiații.[15][16]
- 13 martie: O altă explozie, de data asta la reactorul Fukushima 3; trei muncitori sunt răniți și 7 sunt dați dispăruți.[17][18]
- 14 martie: A treia explozie are loc la reactorul Fukushima 2. Magnitudinea cutremurului este reevaluată de la 8,9 la 9 grade Richter, acesta devenind al patrulea cel mai puternic cutremur din lume înregistrat după 1900.
- 15 martie: Reactorul 4 de la Fukushima a luat foc. Purtătorul de cuvânt al guvernului japonez a anunțat că răcirea reactoarelor 5 și 6 pare să nu funcționeze bine, după ce sistemul de răcire al tuturor celorlalte patru reactoare ale centralei a fost afectat de cutremurul din 11 martie și de tsunami. Guvernul a cerut populației aflate pe o rază de 30 de km în jurul centralei să rămână în case.

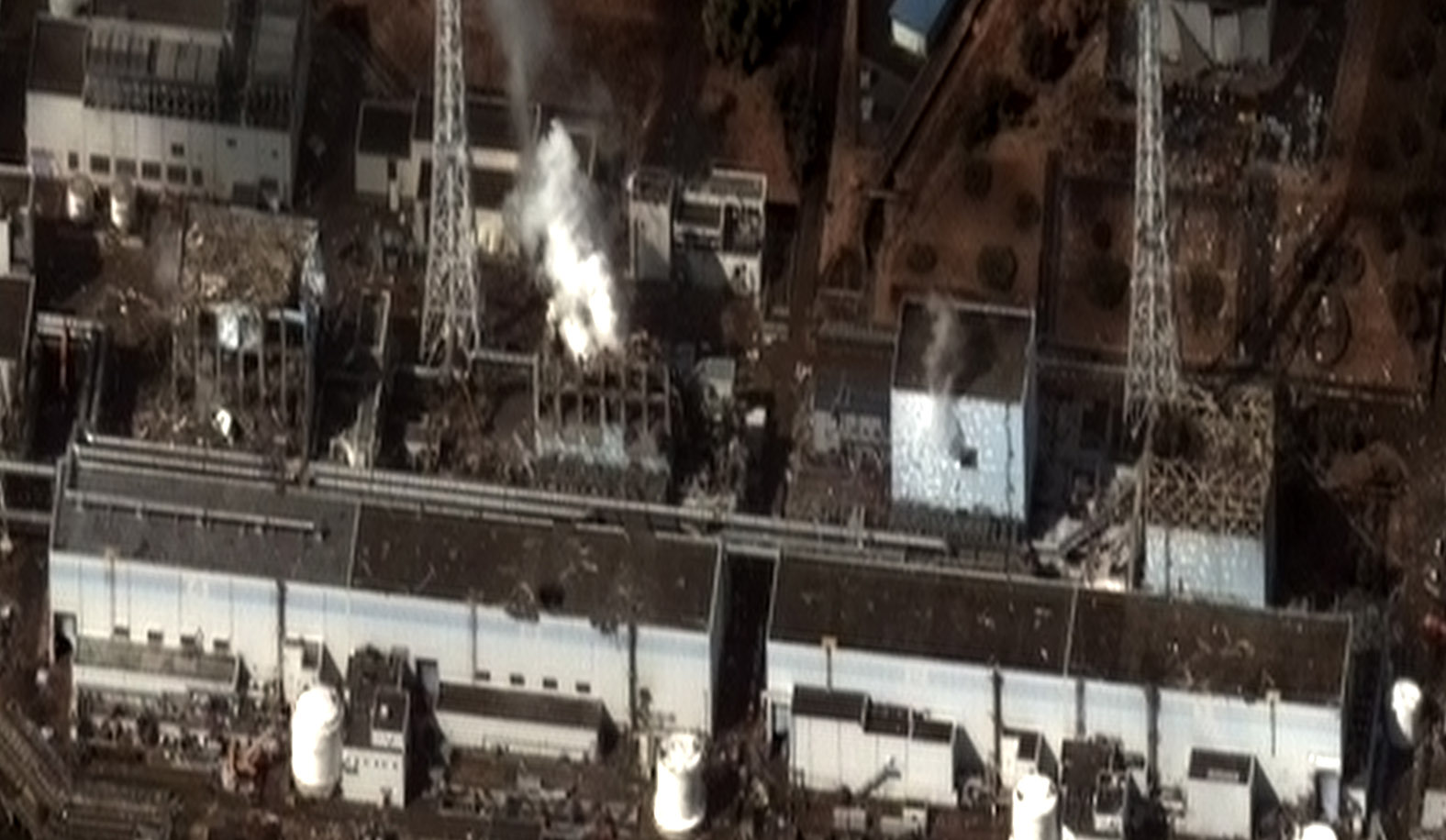
Accidentul nuclear de la Fukushima

- 15 martie: Regele Bahrainului, Hamad bin Isa Al Khalifa, declară stare de urgență timp de 3 luni în urma protestelor din Bahrain din 2011.
- 15 martie: Izbucnește Războiul Civil Sirian în urma protestelor împotriva regimului Assad.
- 16 martie: Împăratul Japoniei, Akihito, a avut prima ieșire publică de la cutremurul din 11 martie, într-un discurs televizat calificat drept "fără precedent" de Agenția Reuters. Suveranul nipon s-a declarat profund îngrijorat în legătură cu criza cu care se confruntă țara sa în urma seismului și a tsunami-ului și a cerut solidaritate. Un nou incendiu izbucnește la reactorul 4 al centralei Fukushima.
- 17 martie: Patru elicoptere ale armatei japoneze au început să toarne apă pe reactorul 3 al centralei nucleare de la Fukushima ca să răcească barele de combustibil supraîncălzit.[19] Agenția Internațională pentru Energia Atomică a afirmat că situația centralei nucleare rămâne foarte serioasă, dar nici o înrăutațire majoră nu a intervenit. Bilanțul oficial provizoriu al cutremurului și a valului seismic: 5.321 decese și 9.329 dispăruți.[20]
- 17 martie: Războiul Civil Libian - În timp ce cei 15 membri ai Consiliului de Securitate al ONU urmează să voteze un proiect de rezoluție, care prevede măsuri militare pentru protejarea civililor din Libia, purtătorul de cuvânt al Ministrul libian al Apărării declară că "orice operațiune militară străină împotriva Libiei va expune pericolului tot traficul aerian și maritim din Mediterana".[21] În același timp, Forțele Aeriene Franceze pun în aplicare Operațiunea Hermattan, prin care Republica Franceză și alte state ale Organizația Tratatului Atlanticului de Nord au pus în aplicare zona de excludere aeriană impusă spațiului aerian libian.
- 18 martie: Sonda spațială Messenger de la NASA a devenit prima navă spațială care orbitează planeta Mercur.
- 19 martie: Avioane franceze au efectuat 4 raiduri aeriene în Libia, distrugând mai multe blindate ale forțelor loiale colonelului Muammar Gaddafi. Statele Unite și Marea Britanie au lansat un prim val de circa 110 rachete de croazieră Tomahawk asupra unor obiective din Libia.[22]
- 25 martie: O nouă acumulare de apă puternic contaminată a fost descoperită în subsolul clădirii de la turbina reactorului numărul 1 de la Fukushima. Bilanțul oficial provizoriu al cutremurului și a valului seismic din Japonia: 10.000 decese și 17.053 dispăruți.[23]
- 28 martie: A 5-a ediție a Premiilor Gopo.
- 30 martie: Nivel de radiație crescut într-un sat situat la 40 km de Fukushima, în afara zonei de excludere.[24]

### Aprilie

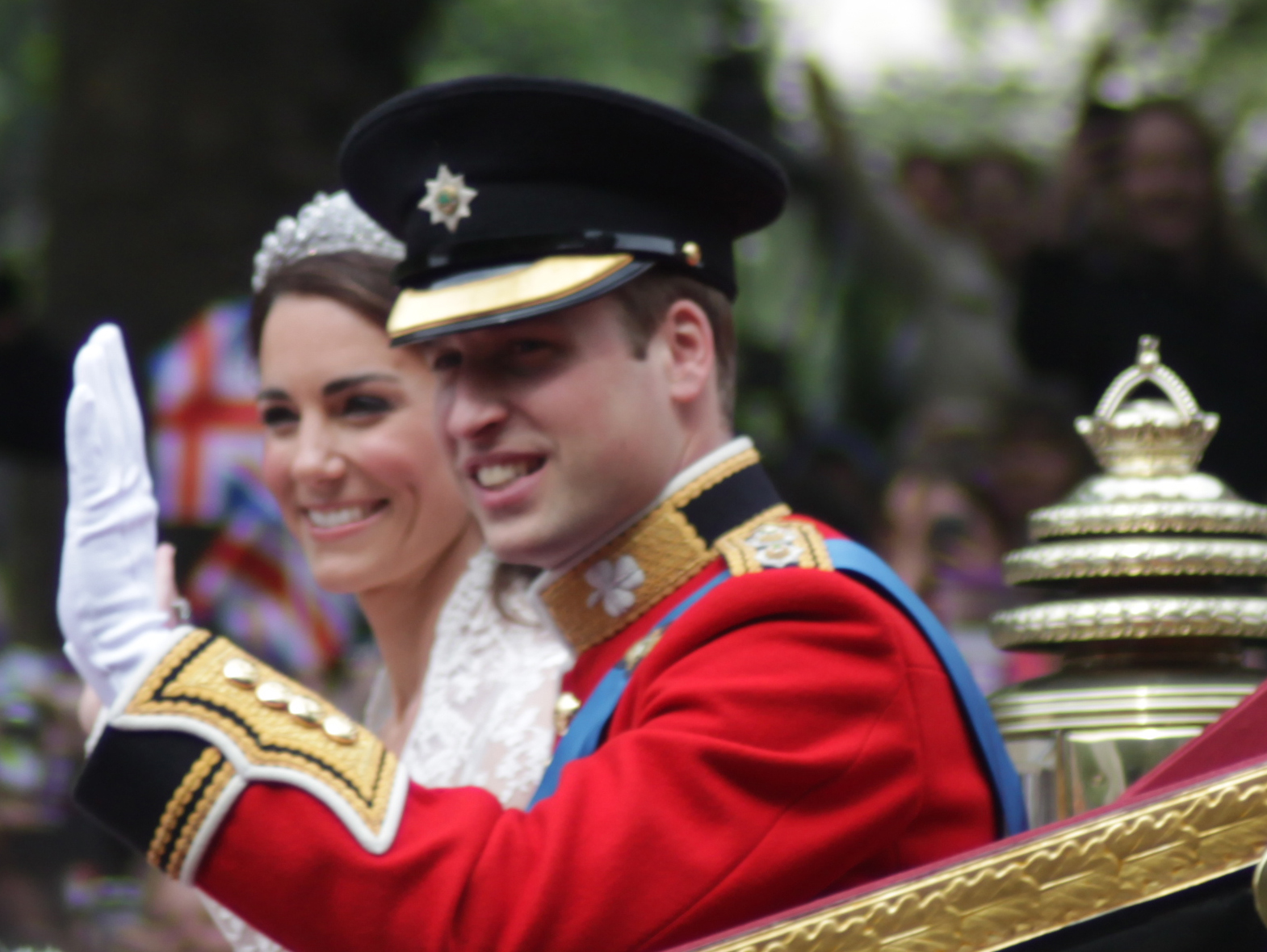
29 aprilie: Căsătoria Prințul William cu Kate Middleton.

- 3 aprilie: Bilanțul oficial provizoriu al cutremurului și a valului seismic din Japonia: 11.938 decese și 15.748 dispăruți.[25] TEPCO încearcă să elimine apa cu nivel înalt de radioactivitate, din care o parte s-a deversat deja în ocean, printr-o breșă de 20 centimetri produsă într-un bazin legat de reactorul 2.
- 7 aprilie: Un cutremur cu magnitudinea de 7,1 Richter care a lovit coasta de nord est a Japoniei a dus la decesul a 2 persoane și rănirea a 100 de oameni. Cutremurul a fost identificat ca o replică a cutremurului din 11 martie.[26]
- 7 aprilie: Un român a câștigat la licitația de la Paris un set de manuscrise și documente ale lui Emil Cioran cu 405.000 de euro fără taxe.[27]
- 11 aprilie: Intră în vigoare în Franța legea care interzice purtarea articolelor vestimentare care ascund fața femeilor (niqab, burqa) în locurile publice. Franța este a doua țară europeană după Belgia care aplică o astfel de interdicție.[28]
- 12 aprilie: Agenția japoneză de energie atomică a decis ridicarea gradului de gravitate al accidentului nuclear de la Fukushima Daiichi de la 5 la 7, nivel maxim pe scara internațională a accidentelor nucleare (INES), la fel ca și catastrofa de la Cernobîl din 1986.[29]
- 18 aprilie: A 19-a ediție a premiilor UNITER.
- 19 aprilie: Fidel Castro, care a condus Cuba timp de 49 de ani, până când s-a retras în 2008, din cauza problemelor de sănătate, a demisionat oficial din postul de secretar general al Partidului Comunist din Cuba. Noul secretar general a devenit fratele său, Raul Castro.
- 22 aprilie: Fregata Regele Ferdinand a plecat din Constanța în operațiunea NATO "Unified Protector" de impunere a unui embargo privind armele împotriva Libiei. Este pentru prima dată după cel de-al Doilea Război Mondial când forțele navale române sunt angrenate într-o misiune reală de luptă.[30]
- 29 aprilie: Are loc, la catedrala Westminster din Londra, căsătoria Prințului William cu Kate Middleton.

### Mai

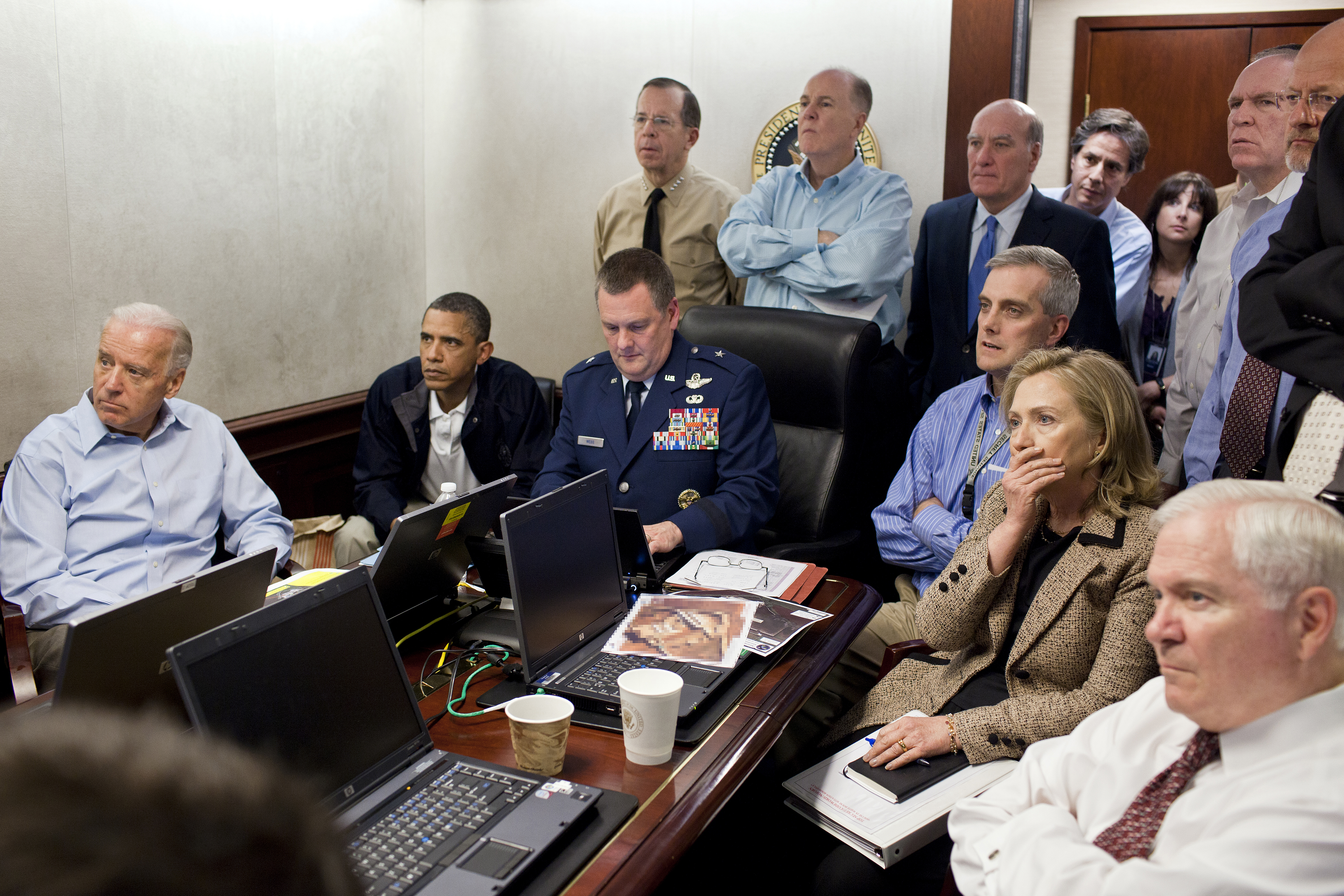
Obama și Biden în așteptarea unor vești despre operațiunea de eliminare a lui Osama bin Laden

- 1 mai: A avut loc beatificarea Papei Ioan Paul al II-lea.
- 1 mai: Președintele american Barack Obama anunță că Osama bin Laden, fondatorul și liderul grupării Al-Qaeda, a fost ucis în timpul unei operațiuni militare americane în Pakistan.
- 11 mai: A avut loc un dublu cutremur în Spania. Au murit cel puțin 10 persoane, iar 40 au fost rănite.[31]
- 14 mai: A avut loc finala Concursului Muzical Eurovision 2011 în Düsseldorf, Germania.
- 15 mai: Este lansat filmul francez mut și alb-negru, "The Artist", premiat la Oscar ca fiind cel mai bun film al anului.
- 22 mai: A erupt vulcanul Grimstovn din Islanda.
- 26 mai: Fostul comandant șef al armatei Republicii Serbia Ratko Mladić căutat pentru genocid, crime de război și crime împotriva umanității a fost arestat în Serbia.
- 27 mai: A început la Sibiu Festivalul Internațional de Teatru.

### Iunie
- 11 iunie: S-a încheiat cea de-a 48-a ediție a Turului României. Ediția a fost câștigată de Andrei Nechita.
- 12 iunie: S-a încheiat cea de-a 10-a ediție a Festivalului Internațional de Film Transilvania.
- 20 iunie: Președintele tunisian, Zine El Abidine Ben Ali, și soția acestuia, au fost condamnați în contumacie la pedepse de 35 ani de închisoare și amenzi în valoare de 45 milioane euro pentru deturnare de fonduri. Procesul s-a ținut în absență.
- 20 iunie: Sudanul de Nord și Sudanul de Sud semnează un pact pentru demilitarizarea regiunii disputate Abyei și pentru a permite prezența forțelor etiopiene de menținere a păcii.

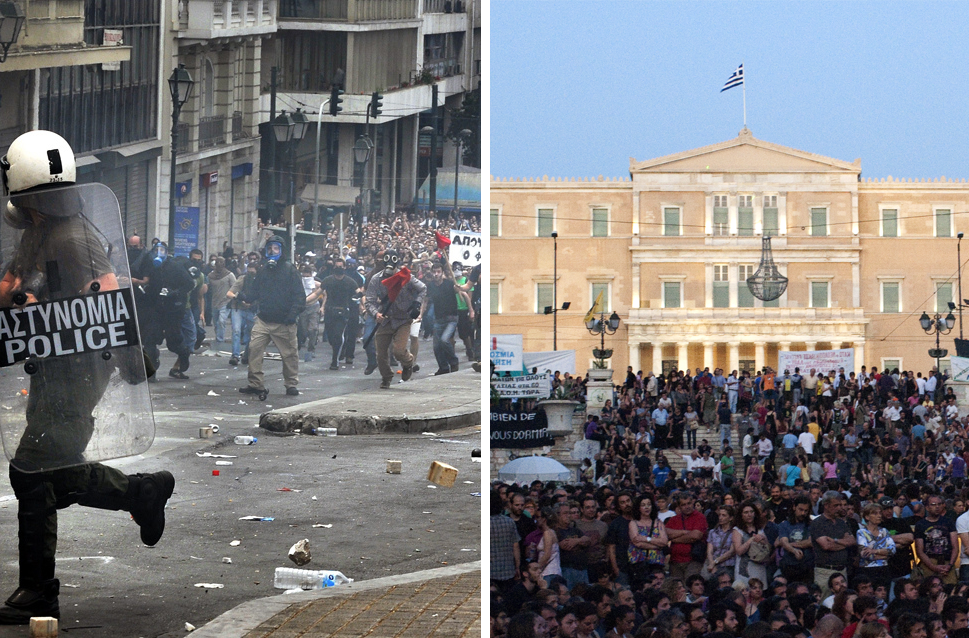
Proteste de amploare în Atena

- 21 iunie: Un pinguin imperial este reperat pe o plaja din Noua Zeelandă, pentru prima dată când acest lucru se întâmplă în 44 de ani.[32]
- 22 iunie: Câțiva experți în artă de la Muzeul Van Gogh din Amsterdam au concluzionat într-un studiu de peste 600 de pagini că tabloul "Autoportret" al pictorului Vincent van Gogh reprezintă, de fapt, un portret al fratelui artistului, Theo.[33]
- 27 iunie: Parlamentul Greciei a început dezbaterea privind măsuri de austeritate nepopulare menite să evite amenințarea de faliment printr-un pachet de salvare de 78 miliarde de euro.
- 27 iunie: Asteroidul 2011 MD, a trecut deasupra Antarcticii, la o distanță de circa 12.000 kilometri față de planeta noastră. El s-a aflat de circa 32 de ori mai aproape de Pământ decât Luna.
- 29 iunie: Proteste de amploare în Atena, după ce Parlamentul grec a adoptat un nou plan de austeritate pentru a face față crizei economice a țării.

### Iulie

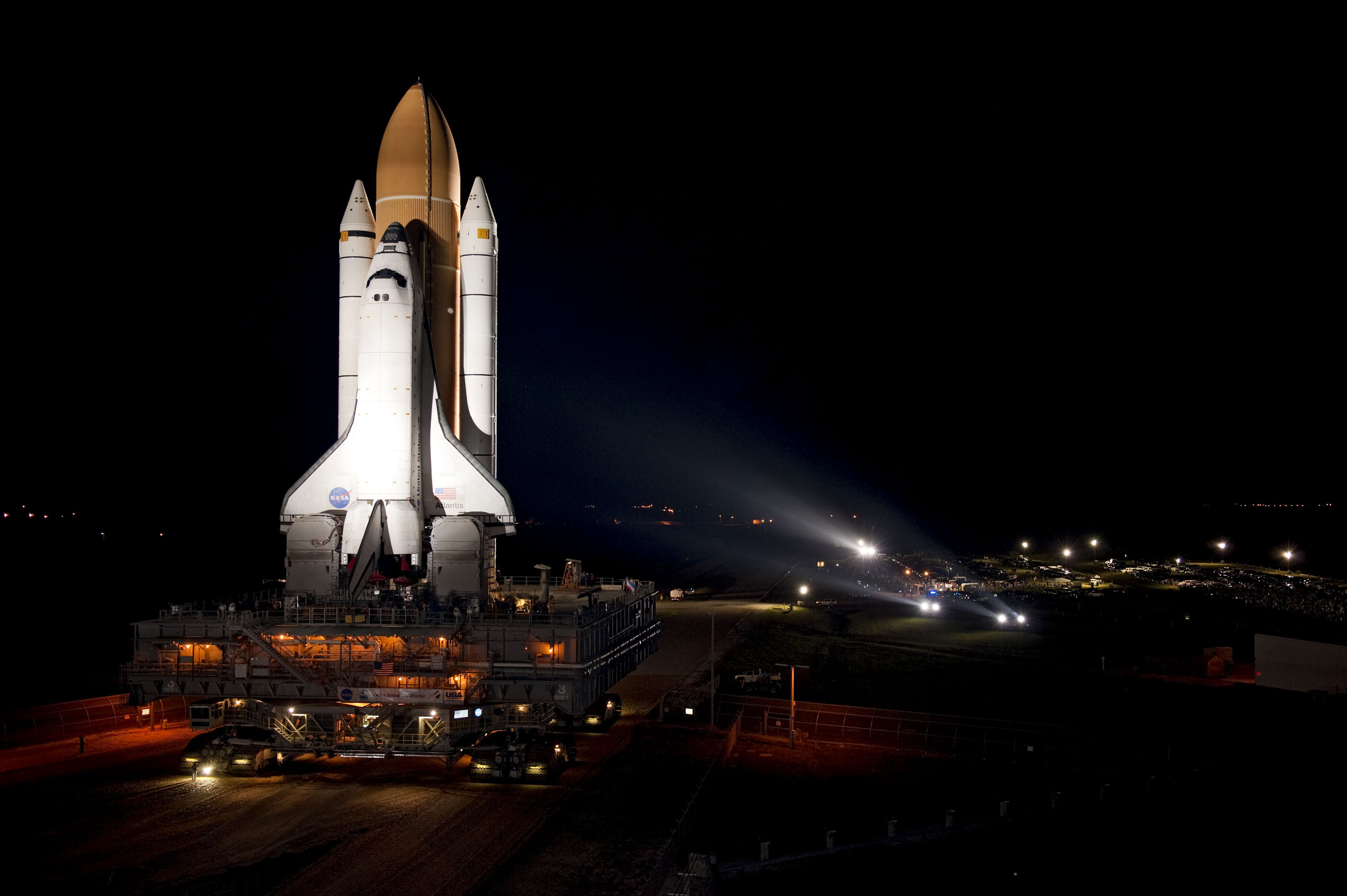
8 iulie: Ultima misiune a navetei spațiale Atlantis.

- 1 iulie: Polonia a preluat de la Ungaria președinția Consiliului Uniunii Europene.
- 1 iulie: Albert al II-lea, Prinț de Monaco se căsătorește la palatul regal cu Charlene Wittstock, fostă înotătoare olimpică; Wittstock devine Prințesa Charlene.
- 5 iulie: Este lansată melodia "Somebody That I Used to Know", considerată melodia anului 2011, produsă de Gotye (Wouter "Wally" De Backer), muzician, multi-instrumentalist, cântăreț și compozitor australian de origine belgiană.
- 6 iulie: Comitetul Internațional Olimpic a anunțat că Pyeongchang, Coreea de Sud va găzdui Jocurile Olimpice de Iarnă din 2018.
- 8 iulie: La Centrul spațial Kennedy din Florida are loc lansarea navetei Atlantis, în cea de-a 135-a misiune a NASA în cadrul programului spațial american realizat cu ajutorul rachetelor. Este ultima navetă a NASA care zboară spre Stația Spațială Internațională.
- 9 iulie: Sudanul de Sud și-a câștigat independența față de Sudan, în urma referendumului din ianuarie.
- 14 iulie: Planeta Neptun, cea mai îndepărtată planetă de Soare, și-a finalizat prima orbită completă de când a fost descoperită în 1846.[34]
- 15 iulie: Este lansat filmul Harry Potter și Talismanele Morții. Partea 2, al optulea și filmul final din seria Harry Potter, fiind și producția cinematografică cu cele mai mari încasări din anul 2011.
- 19 iulie: Echipa feminină de spadă a României a cucerit medalia de aur la Campionatele Europene de scrimă de la Sheffield după ce a învins în finală echipa Rusiei.
- 20 iulie: ONU declară foamete în două regiuni din sudul Somaliei, după cea mai gravă secetă din ultimii 50 de ani.
- 21 iulie: Reprezentanții NASA au anunțat că Telescopul spațial Hubble a descoperit al patrulea satelit care orbitează în jurul planetei pitice Pluto.
- 21 iulie: Naveta spațială Atlantis a aterizat pentru ultima dată la Centrul Spațial Kennedy, punând astfel capăt programului de navete spațiale NASA.
- 22 iulie: Două atacuri în Norvegia - un atac cu bombă în Oslo și un atac armat în Utøya (înfăptuit de teroristul Anders Behring Breivik), a adus la uciderea a cel puțin 87 de persoane.
- 24 iulie: Rutierul Cadel Evans devine primul ciclist australian care câștigă Turul Franței.

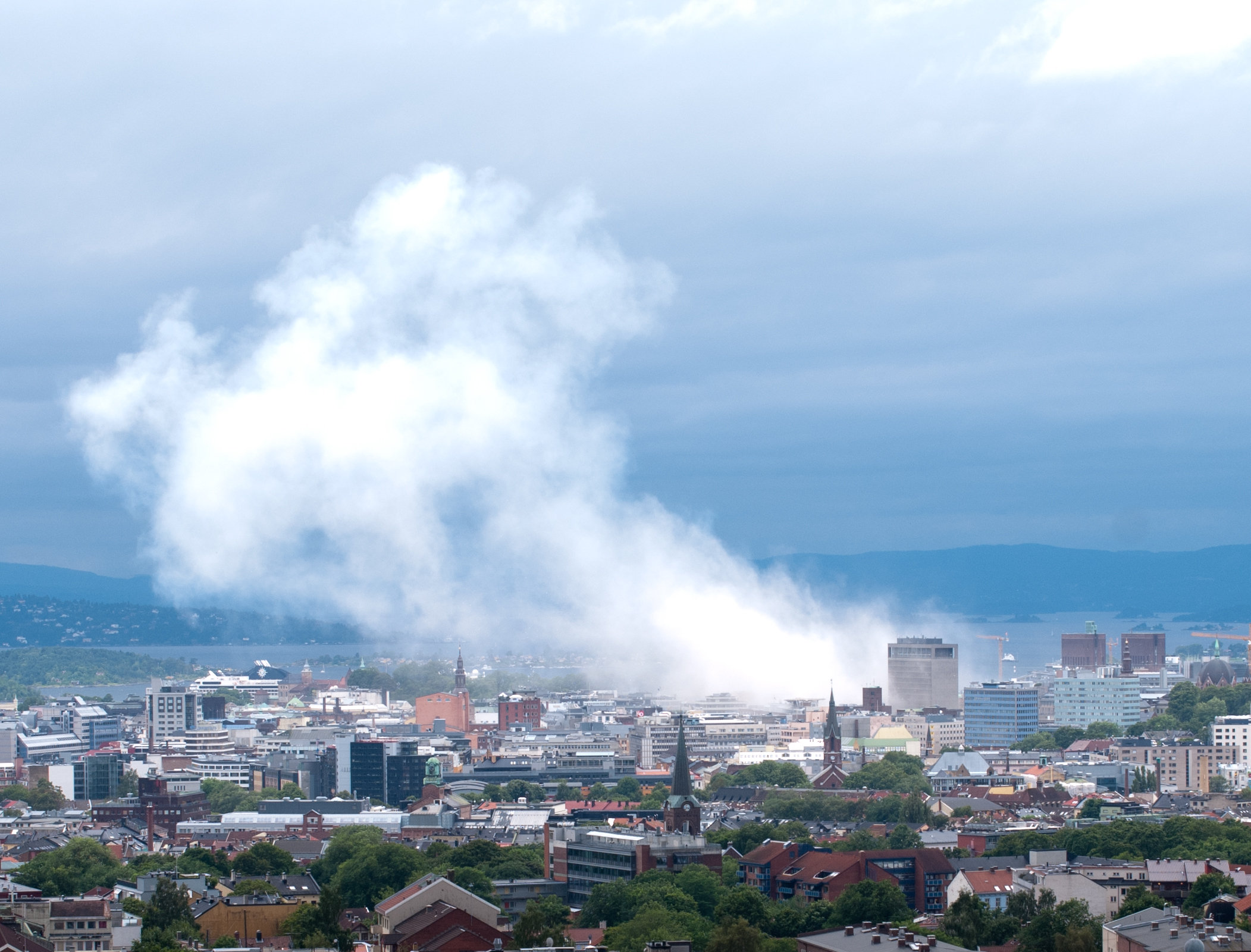
Atentatul de la Oslo

### August
- 2 august: Oamenii de știință francezi și ugandezi au descoperit craniul unei maimuțe vechi de 20 milioane ani, în regiunea Karamoja din Uganda.
- 26 august: Oamenii de știință de la Universitatea de Tehnologie din Melbourne au anunțat că au descoperit o planetă numită J1719-143 fiind în întregime din diamant care orbitează în jurul unui pulsar.
- 28 august: Uraganul Irene a ajuns în New York. 8 persoane și-au pierdut viața și 1 milion au fost evacuați.
- 30 august: Un purtător de cuvânt al NATO a declarat că liderul libian fugar Muammar al-Gaddafi își menține o capacitate de comandă a trupelor care îi sunt loiale în țară.
- 30 august: Cabinetul fostului prim-ministru al Japoniei, Naoto Kan, a demisionat în masă în urma alegerii lui Yoshihiko Noda ca noul prim-ministru.

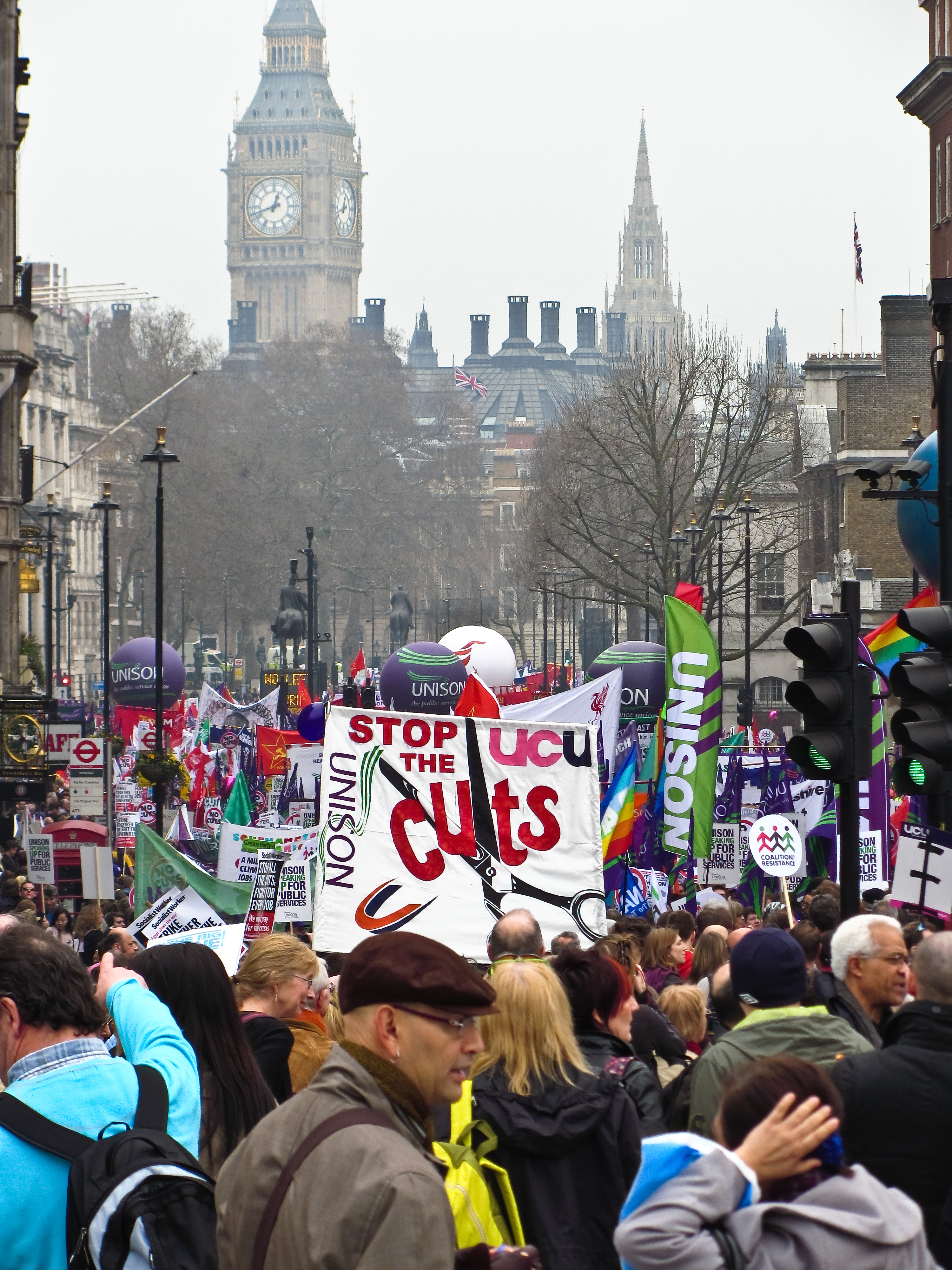
Demonstrații violente la Londra

### Septembrie

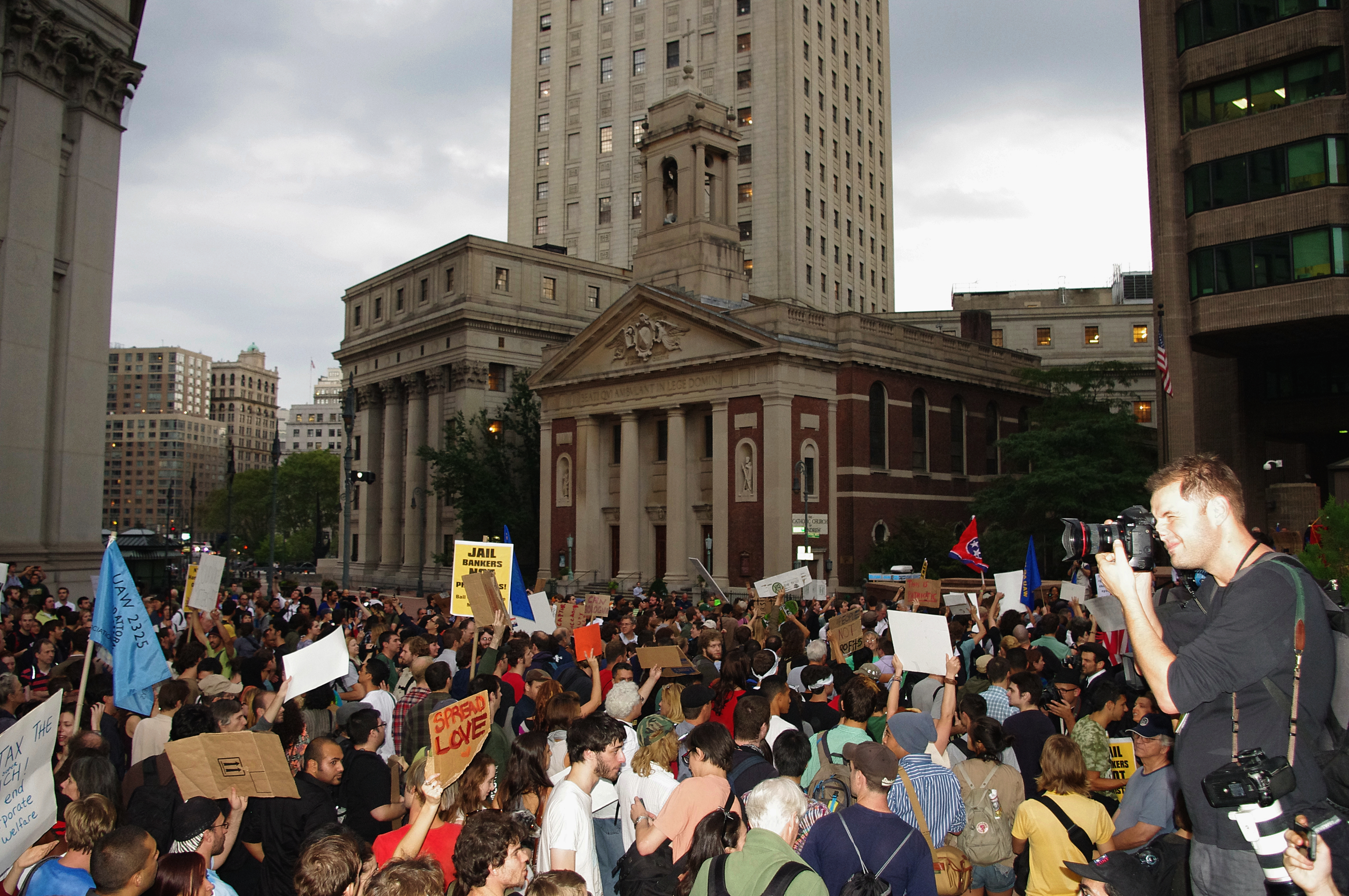
Occupy Wall Street

- 6 septembrie: A fost inaugurată Arena Națională din București cu un meci al echipei naționale de fotbal a României împotriva reprezentantei Franței.
- 7 septembrie: Avionul echipei profesioniste ruse de hockei, "Lokomotiv Yaroslavl", s-a prăbușit în Rusia. 44 de persoane aflate la bord au murit, doar una a supraviețuit miraculos.
- 11 septembrie: În Statele Unite se comemorează 10 ani de la atentatele din 11 septembrie 2001.
- 12 septembrie: Finala masculină a turneului de tenis U.S. Open este câștigată de sârbul Novak Djokovic iar cea feminină de Samantha Stosur.
- 13 septembrie: Președintele Traian Băsescu a început o vizită de lucru la Washington, D.C., în timpul căreia președintele României s-a întâlnit cu președintele Statelor Unite, Barack Obama și va fi semnat acordul privind scutul american antirachetă.
- 15 septembrie: Raportul UNICEF privind mortalitatea infantilă a indicat faptul că numărul de copii sub vârsta de 5 ani care mor, a scăzut de la peste 12 milioane în 1990, la 7,6 milioane în 2010.[35]
- 16 septembrie: Oamenii de știință de la NASA au anunțat că misiunea Kepler a descoperit prima planetă la care orbitează doi sori. Planeta a fost numită de către oamenii de știință Tatooine, același nume pe care îl avea tărâmul natal al personajului Luke Skywalker din Star Wars.[36][37]
- 17 septembrie: Se redeschide muzeul “Grigore Antipa” după mai mult de 2 ani de lucrări de modernizare.
- 22 septembrie: În cadrul Consiliul JAI pe tema aderării României și Bulgariei la Spațiul Schengen, Olanda și Finlanda au votat negativ.
- 22 septembrie: Cercetătorii de la CERN afiliați experimentului Opera au anunțat că rezultate experimentale par să demonstreze că neutrinii depășesc viteza luminii
- 23 septembrie: Președintele Autorității Naționale Palestiniene, Mahmoud Abbas, a înaintat o cerere Națiunilor Unite pentru recunoașterea unui stat palestinian pe baza frontierelor din 1967, incluzând Cisiordania, fâșia Gaza și Ierusalimul de Est drept capitală.
- 25 septembrie: Regele Abdullah al Arabiei Saudite a anunțat că femeile vor avea drept de vot și de a candida la alegerile municipale, precum și cel de a intra în Majlis al-Shura, un consiliu consultativ ai cărui membri sunt desemnați. Este prima dată când femeile saudite primesc drept de vot și de a fi alese într-un scrutin în acest regat ultraconservator, unde sunt organizate doar alegeri municipale.
- 25 septembrie: Tenismenul german Florian Mayer a câștigat a 16-a ediție a turneului de tenis Open România și primul său turneu de tenis. În competiția de simplu, nici un jucător din România nu a atins faza sferturilor de finală, în vreme ce perechea de dublu - formată din Horia Tecău și suedezul Robert Lindstedt și cotată cu prima șansă la câștigarea turneului - a ratat calificarea în semifinale. Întrecerea de dublu a fost câștigată de italienii Daniele Bracciali și Potito Starace (favoriți numărul 3).
- 26 septembrie: CSAT a decis retragerea celor 178 de jandarmi și polițiști români din Kosovo, odată cu terminarea turului de serviciu, programată pentru luna decembrie.
- 28 septembrie: Avionul supersonic românesc IAR-111 Excelsior a fost testat cu succes deasupra Mării Negre.[38]
- 29 septembrie: Primul modul al viitoarei stații spațiale chineze, modulul Tiangong 1, a fost lansat cu succes de la Centrul de Lansare a sateliților Jiuquan din nord-vestul Chinei.

### Octombrie

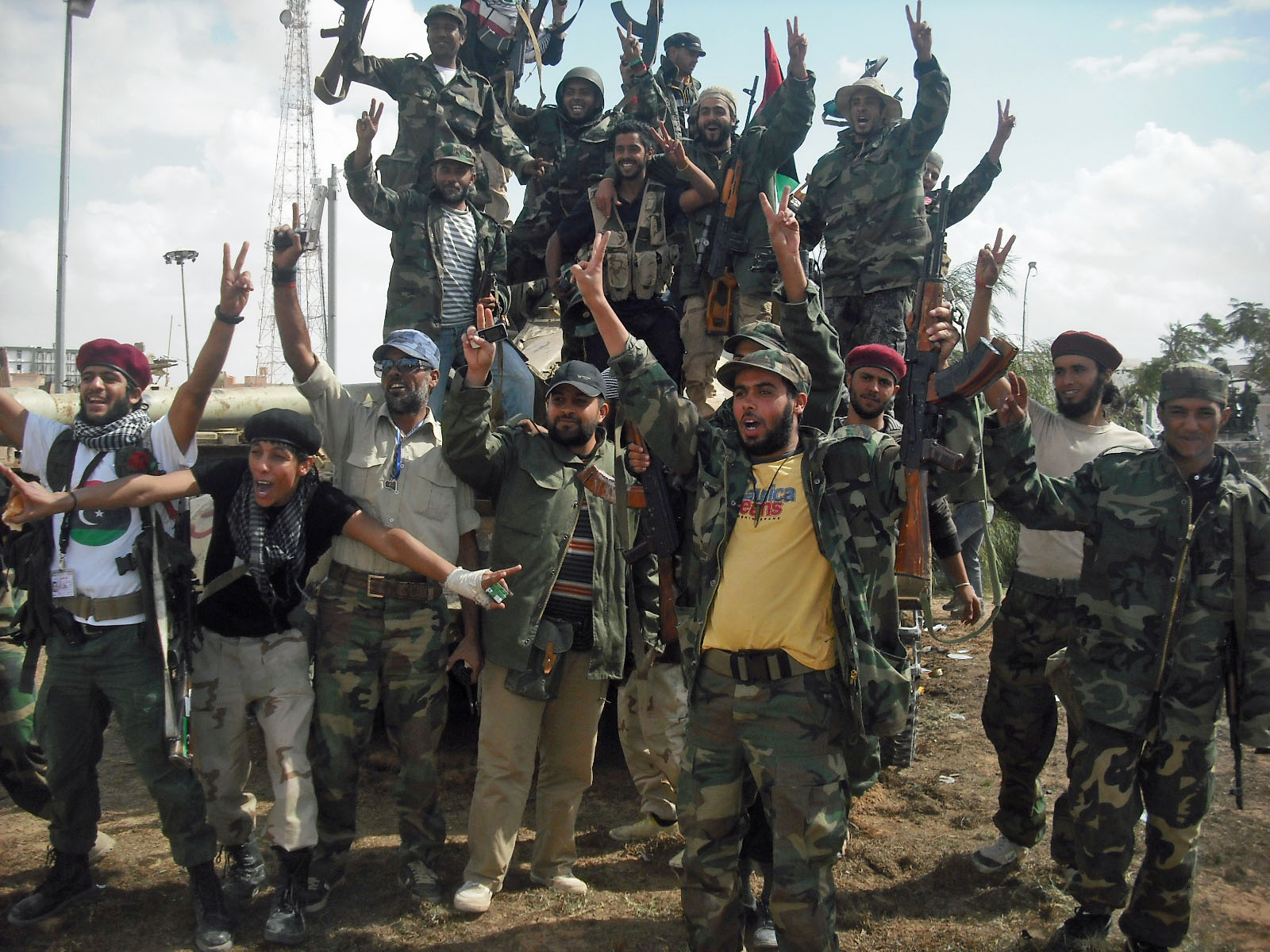
Victoria rebelilor în Libia împotriva regimului Gadaffi

- 11 octombrie: Fostul prim-ministru ucrainean, Iulia Timoșenko, a fost condamnată la 7 ani de închisoare pentru abuz de putere după ce a fost găsită vinovată de semnarea în 2009, fără autorizarea guvernului pe care îl conducea, acorduri cu Rusia în domeniul gazelor, considerate defavorabile Ucrainei.
- 16 octombrie: După încheierea Campionatului Mondial de Gimnastică de la Tokyo, delegația României nu obține nici o medalie, situație care s-a mai petrecut în istorie în urmă cu 30 de ani, la CM de la Moscova din 1981. Echipa feminină s-a clasat pe locul 4, iar cea masculină pe locul 8.
- 19 octombrie: Parlamentul elen a aprobat, în principiu, continuarea măsurilor de austeritate în proteste de stradă violente la Atena, pe fondul agravării crizei economice din Grecia.
- 20 octombrie: Fostul lider libian Muammar Gaddafi a murit la puțin timp după capturarea sa de către forțele Consiliului Național de Tranziție de la Tripoli.
- 25 octombrie: Regele Mihai I al României a împlinit 90 de ani și a ținut un discurs în fața Parlamentului României.
- 25 octombrie: Observațiile telescopului spațial indică faptul că supernova RCW 86, observată prima dată de astronomii chinezi în anul 185, s-a extins într-un ritm fără precedent ca urmare a formării unui vid, o "cavitate" în jurul acesteia, golită de gaze și de praf și formată în primele stadii ale morții stelei. Expansiunea rapidă a supernovei a fost anterior unul dintre cele mai persistente mistere ale astronomiei.[39]
- 28 octombrie: Teatrul Balșoi din Moscova s-a redeschis după o pauză de 6 ani, cât au durat lucrările de reconstrucție menite să redea instituției luxul său imperial și acustica de odinioară.
- 31 octombrie: Departamentul pentru probleme economice și sociale al ONU a estimat că populația lumii va atinge în această zi 7 miliarde de oameni.[40]
- 31 octombrie: UNESCO a devenit prima agenție ONU care a admis Palestina ca stat membru cu drepturi depline.

### Noiembrie

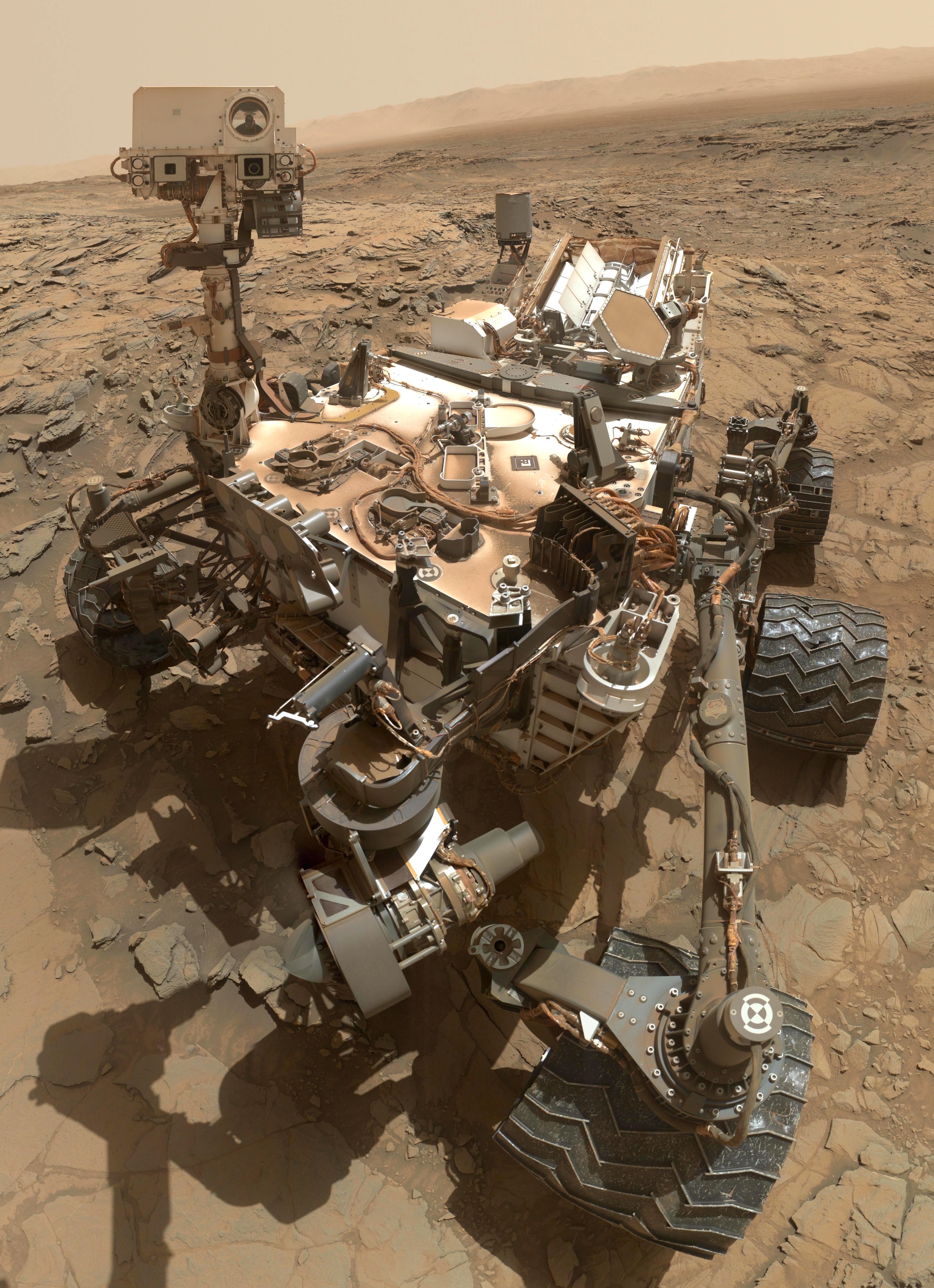
26 noiembrie: NASA trimite roverul Curiosity pe Marte

- 1 noiembrie: Institutul Național de Statistică din România a anunțat că s-a încheiat recensământul populației în data de 31 octombrie la ora 24:00. INS va publica datele provizorii privind populația stabilă la sfârșitul lunii ianuarie 2012, iar datele preliminare în perioada aprilie-mai 2012.
- 4 noiembrie: Programul Marte-500: șase astronauți, care au simulat timp de 520 de zile o călătorie spre Marte, închiși într-o replică a unei navete spațiale aflate într-un laborator din Moscova, au "revenit" pe Terra.
- 8 noiembrie: Asteroridul YU55 cu un diametru de aproximativ 400 de metri s-a aflat la o distanță de aproximativ 323.469 kilometri față de Pământ, fiind pentru prima dată în ultimii 35 de ani când un corp cosmic atât de mare trece aproape de Terra.
- 11 noiembrie: Lucas Papademos depune jurământul ca prim-ministru al Greciei.
- 11 noiembrie: Este lansat jocul de rol The Elder Scrolls V: Skyrim, premiat ca jocul anului 2011.
- 12 noiembrie: Silvio Berlusconi a demisionat din funcția de prim-ministru al Italiei după adoptarea de către Parlament a măsurilor de austeritate solicitate de Uniunea Europeană. Vestea a fost primită cu aplauze la Roma.
- 13 noiembrie: Comisia Națională de Arbitraj și Integritate Morală a PSD a luat decizia de a propune PSD excluderea lui Mircea Geoană din partid. El va fi exclus la 22 decembrie în cadrul ședinței Comitetului Executiv al PSD.
- 22 noiembrie: Prima specie de orhidee (bulbophyllum nocturnum) care înflorește noaptea, singura cunoscută din lume până în prezent, a fost descoperită de un botanist olandez, pe Insula Noua Britanie din apropiere de Papua Noua Guinee.
- 26 noiembrie: NASA lansează Mars Science Laboratory, un laborator mobil numit Curiosity - un rover cu greutatea de 1 tonă, înzestrat cu mai multe echipamente științifice decât orice vehicul trimis până acum spre o altă planetă.
- 30 noiembrie: Laurent Gbagbo, fost președinte al Côte d'Ivoire, a fost extrădat în Olanda unde se va desfășura procesul său la Curtea Penală Internațională. Este acuzat pentru rolul său din al Doilea Război Civil Ivorian.

### Decembrie

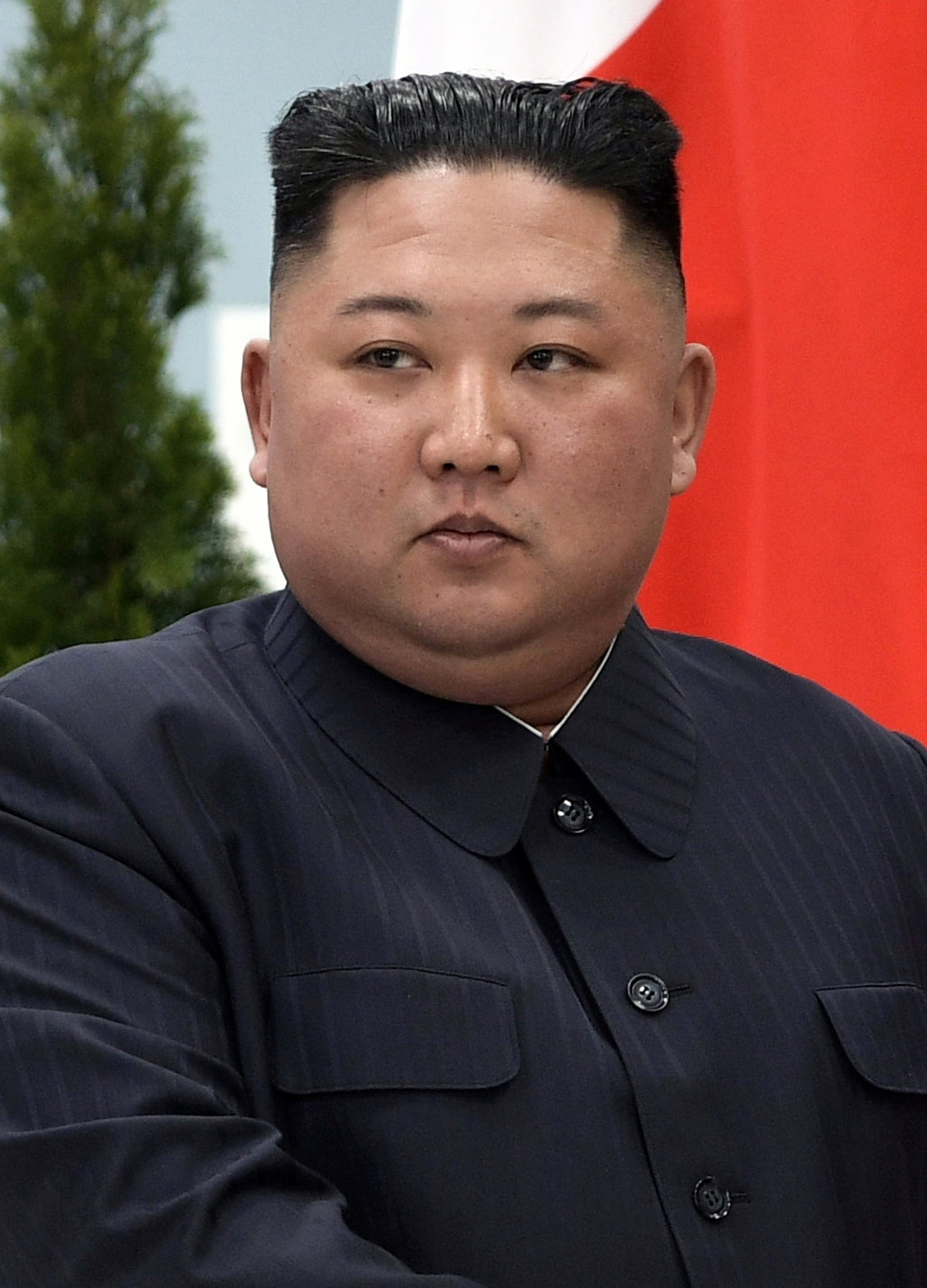
Kim Jong-un devine noul „lider suprem” al Coreei de Nord

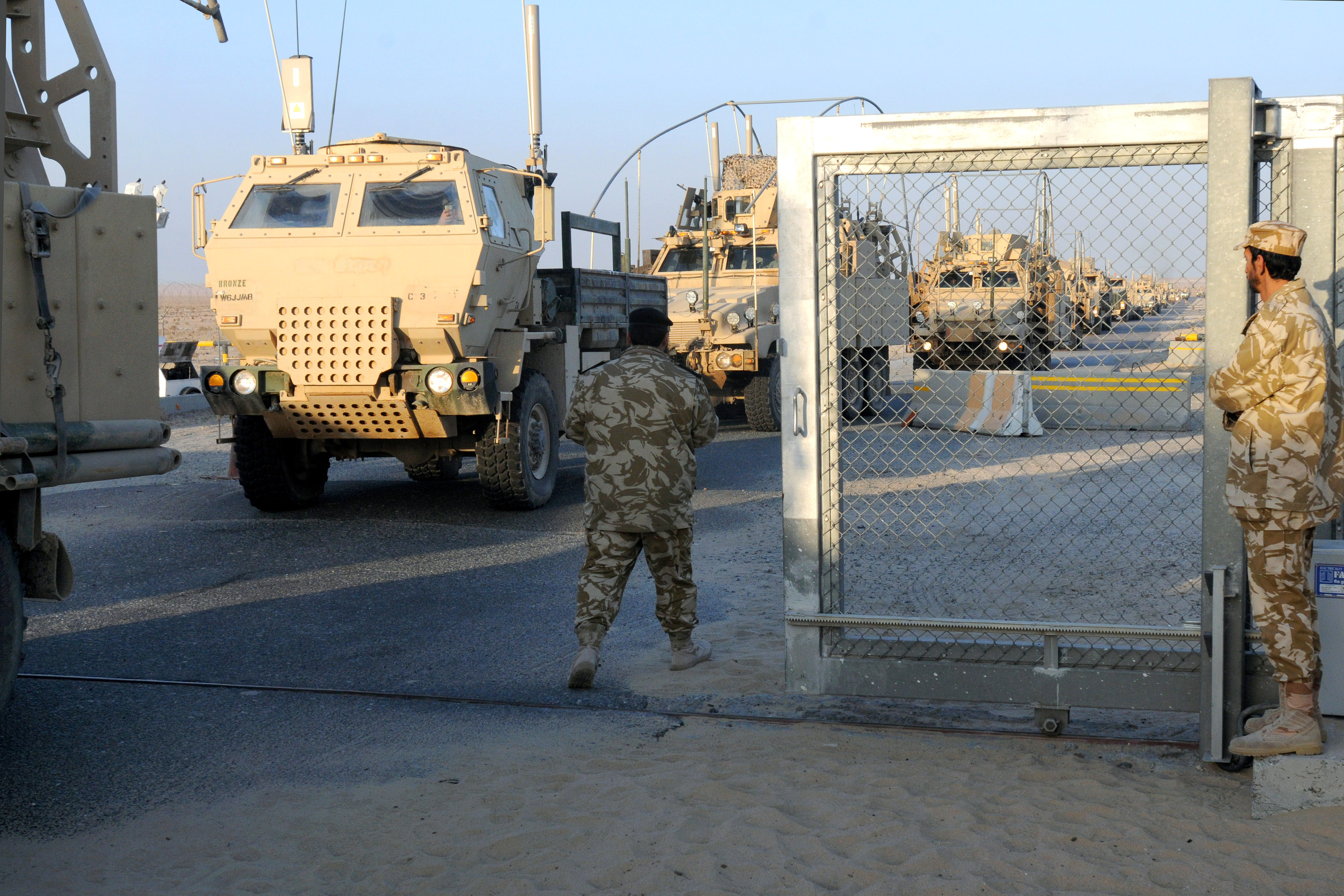
Ultimul convoi american se retrage din Irak

- 3-16 decembrie: Campionatul Mondial de Handbal Feminin din Brazilia.
- 11 decembrie: Fostul dictator panamez Manuel Noriega a fost extrădat din Franța și s-a întors în Panama unde a fost condus la închisoare cu măsuri de securitate impresionante. Condamnat în Panama la 60 de ani de închisoare pentru asasinarea opozanților săi, a petrecut 20 de ani în închisorile americană și franceză pentru trafic de droguri și spălare de bani.
- 14 decembrie: Tabloul În iatac al lui Nicolae Tonitza a fost vândut pentru suma record de 290.000 de euro.
- 16 decembrie: Rusia a fost acceptată în Organizația Mondială a Comerțului, după 18 ani de negocieri.
- 16 decembrie: SUA transferă Irakului ultima bază militară de care dispuneau în această țară. Până la sfârșitul anului, cei 4.000 de militari americani care mai sunt prezenți în Irak vor părăsi țara.
- 19 decembrie: Televiziunea din Coreea de Nord a anunțat moartea comandantului suprem Kim Jong-il care a survenit la 17 decembrie. S-a decretat doliu național până în 28 decembrie, când va fi înhumat.
- 23 decembrie: Lideri din întreaga lume au participat la funerariile fostului președinte al Cehiei și dizidentului Václav Havel.
- 24 decembrie: Presa din Coreea de Nord îl numește pe Kim Jong-un, unul dintre cei trei fii ai ultimului lider coreean Kim Jong-il, „comandant suprem”.

## Nașteri
- 8 ianuarie: Prințul Vincent al Danemarcei, al treilea copil al Prințului Moștenitor Frederik al Danemarcei.
- 8 ianuarie: Prințesa Josephine a Danemarcei, al patrulea copil al Prințului Moștenitor Frederik al Danemarcei.

## Decese

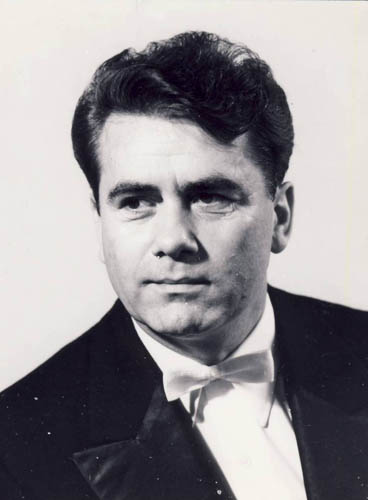
Marin Constantin

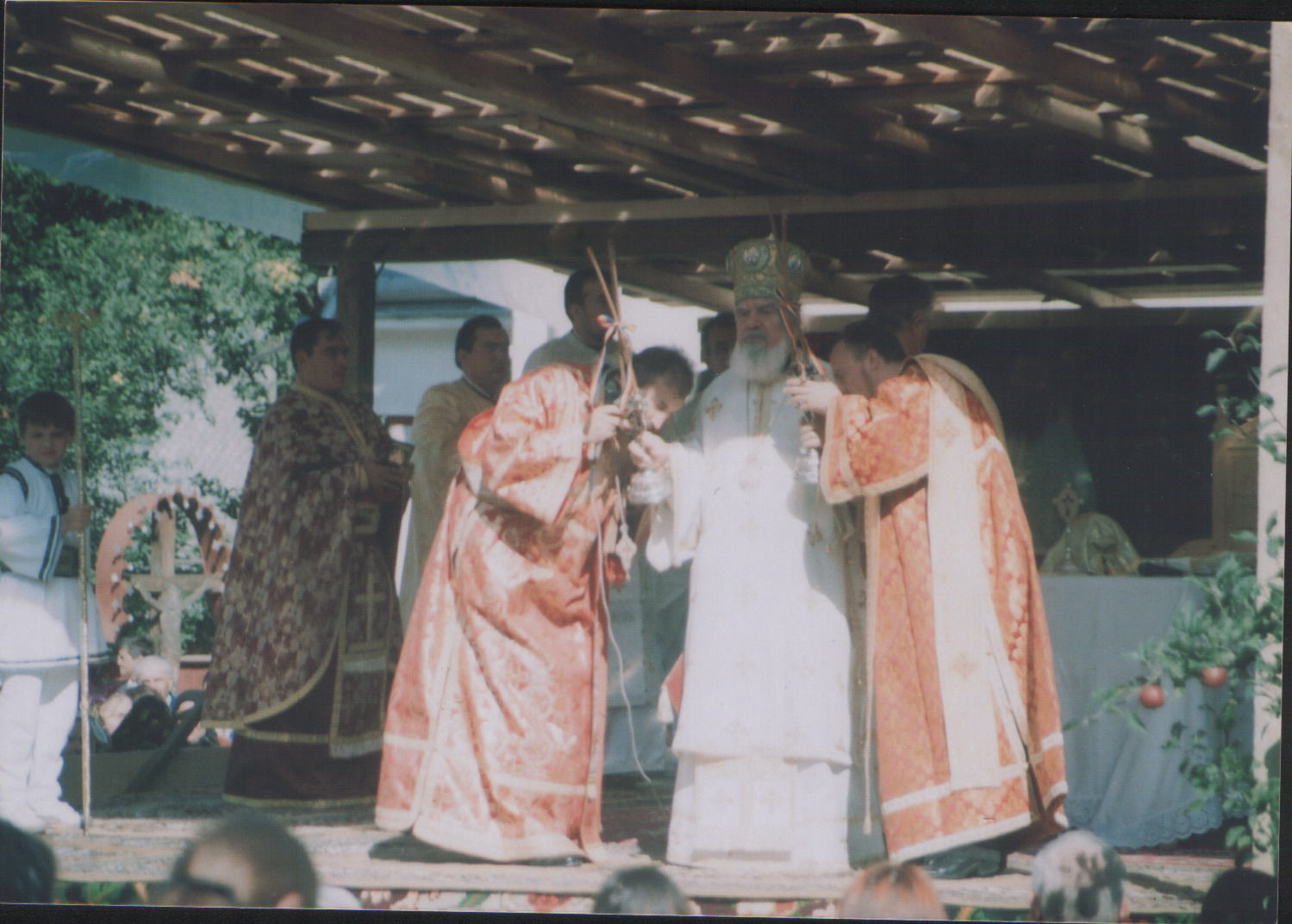
Bartolomeu Anania

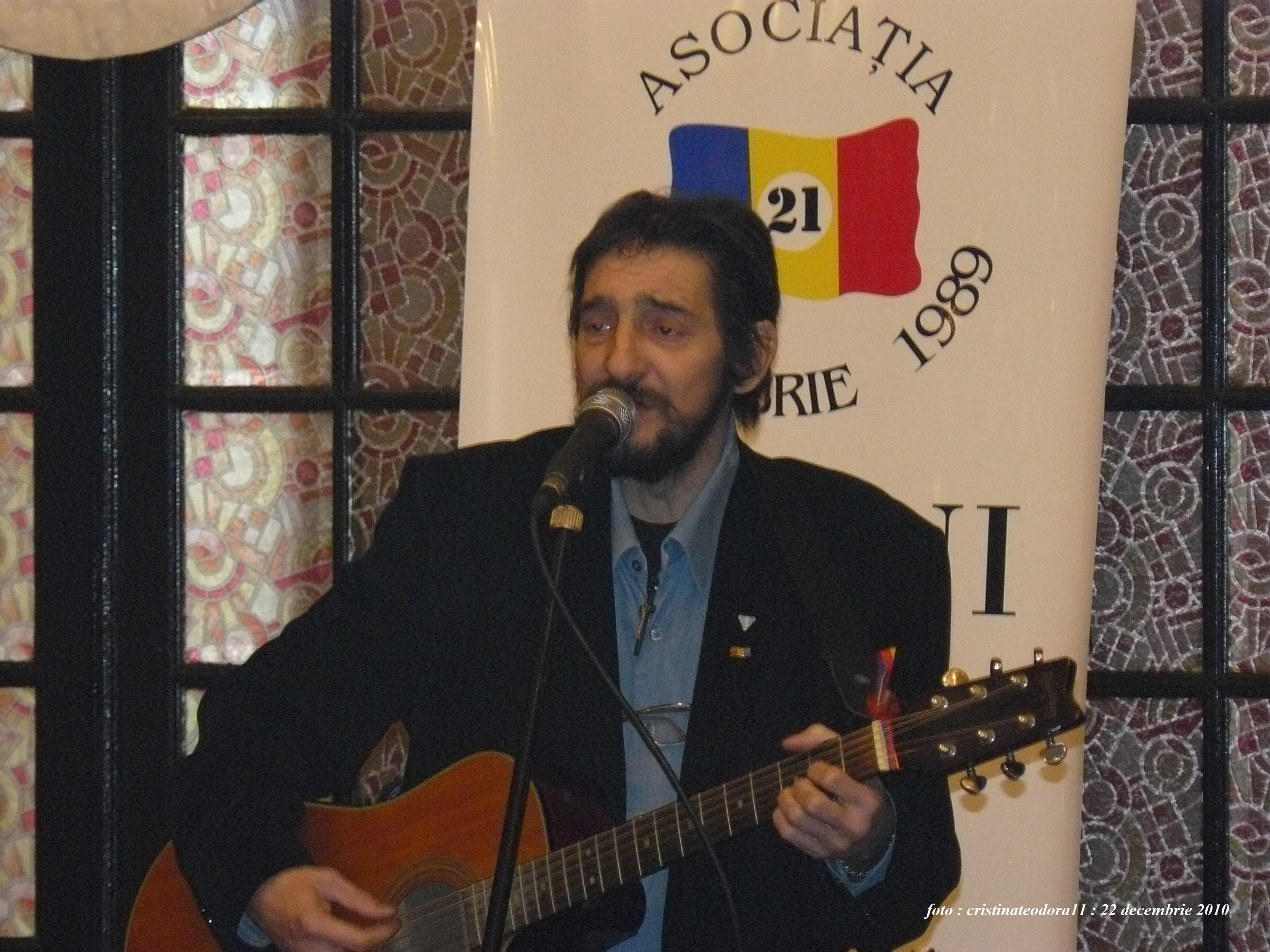
Cristian Pațurcă

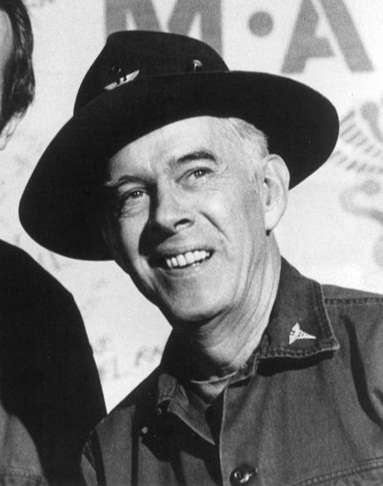
Harry Morgan

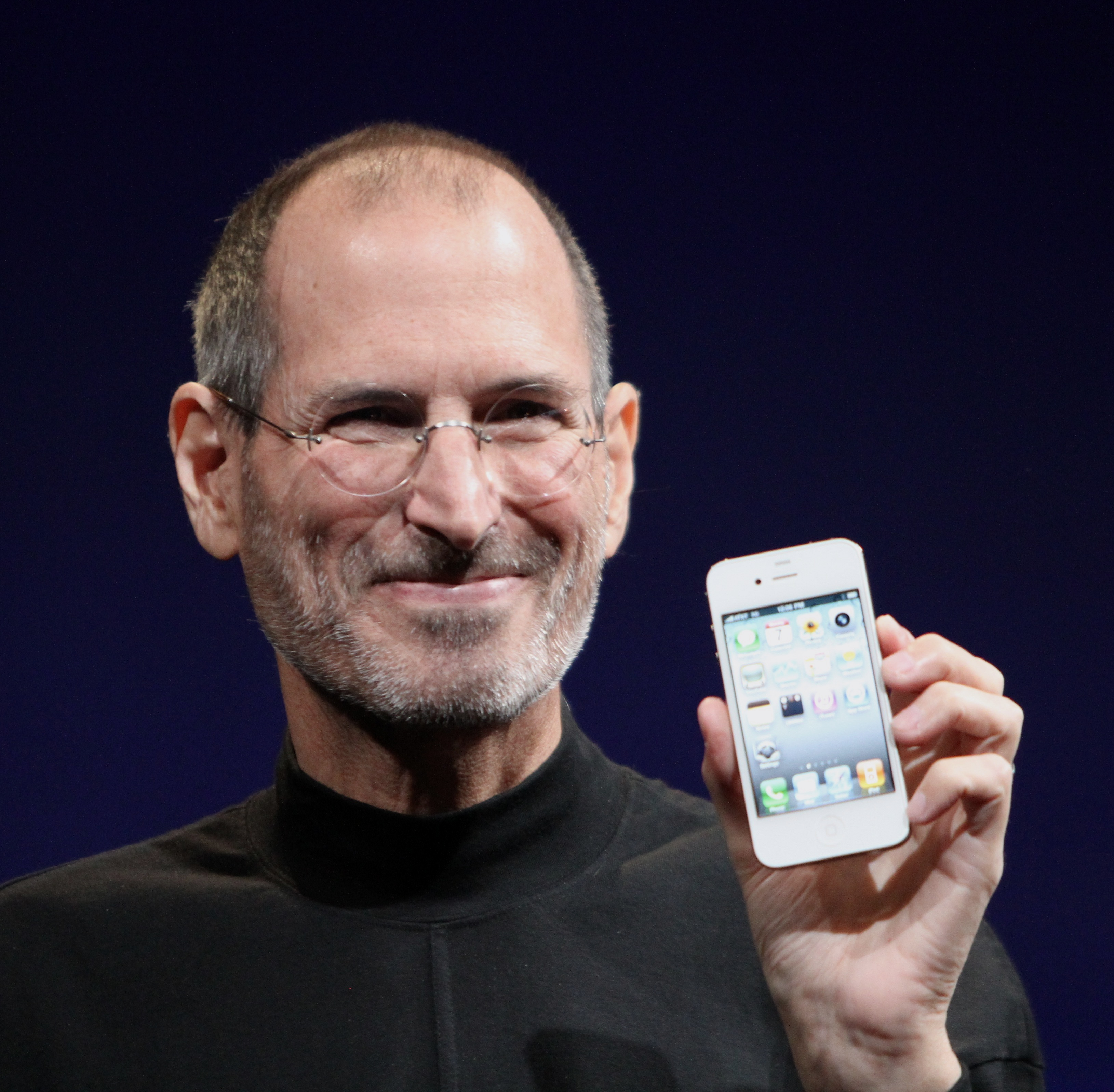
Steve Jobs

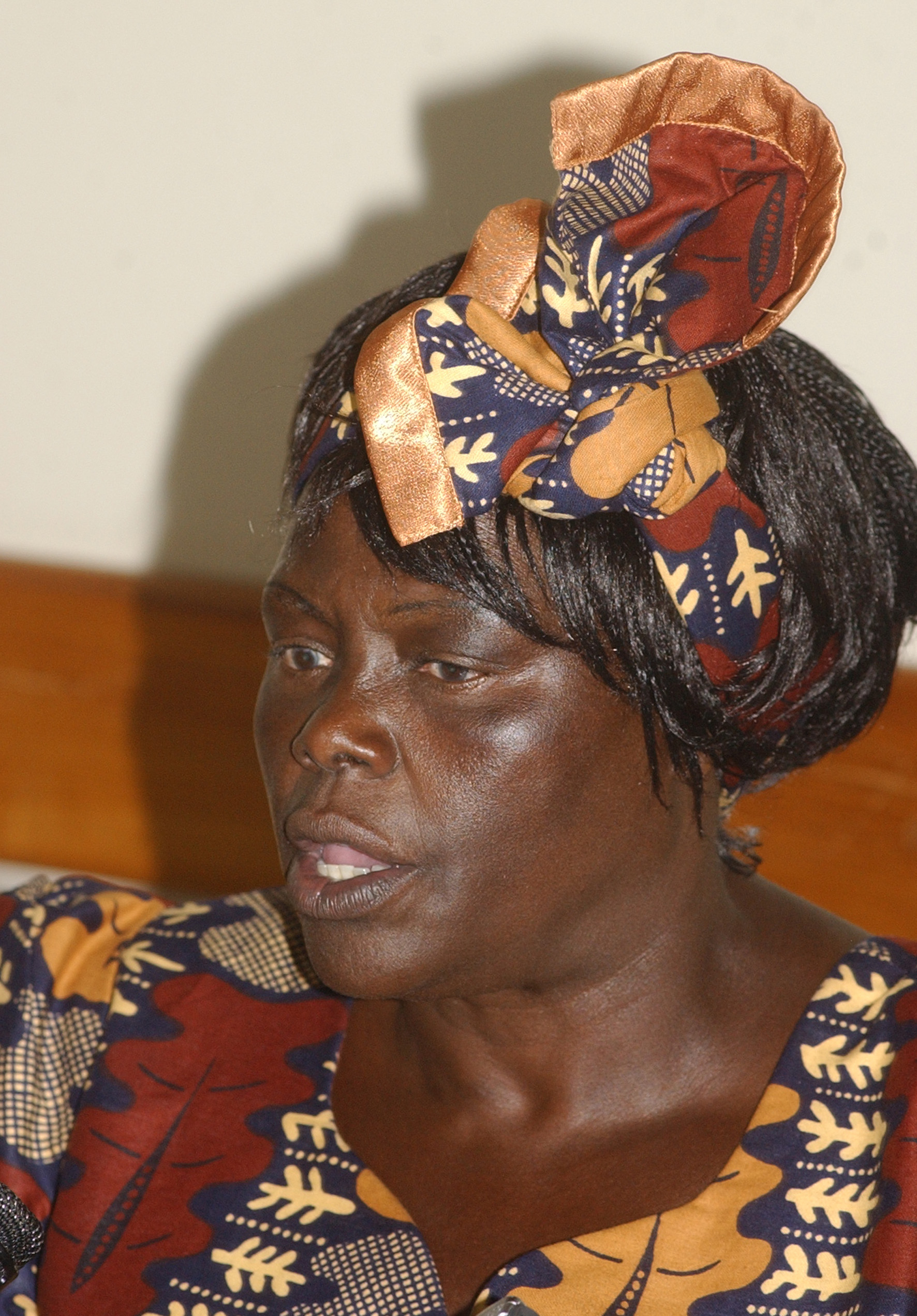
Wangari Maathai

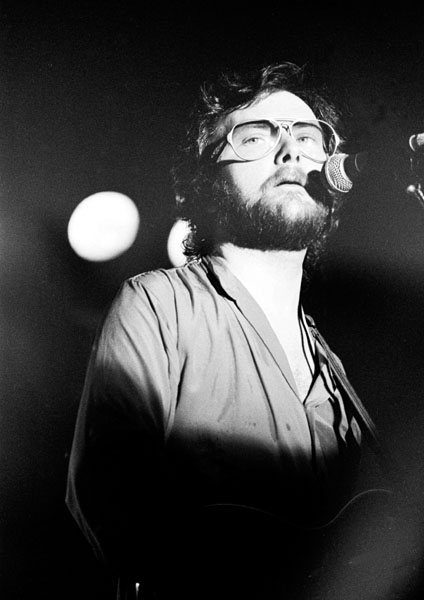
Gerry Rafferty

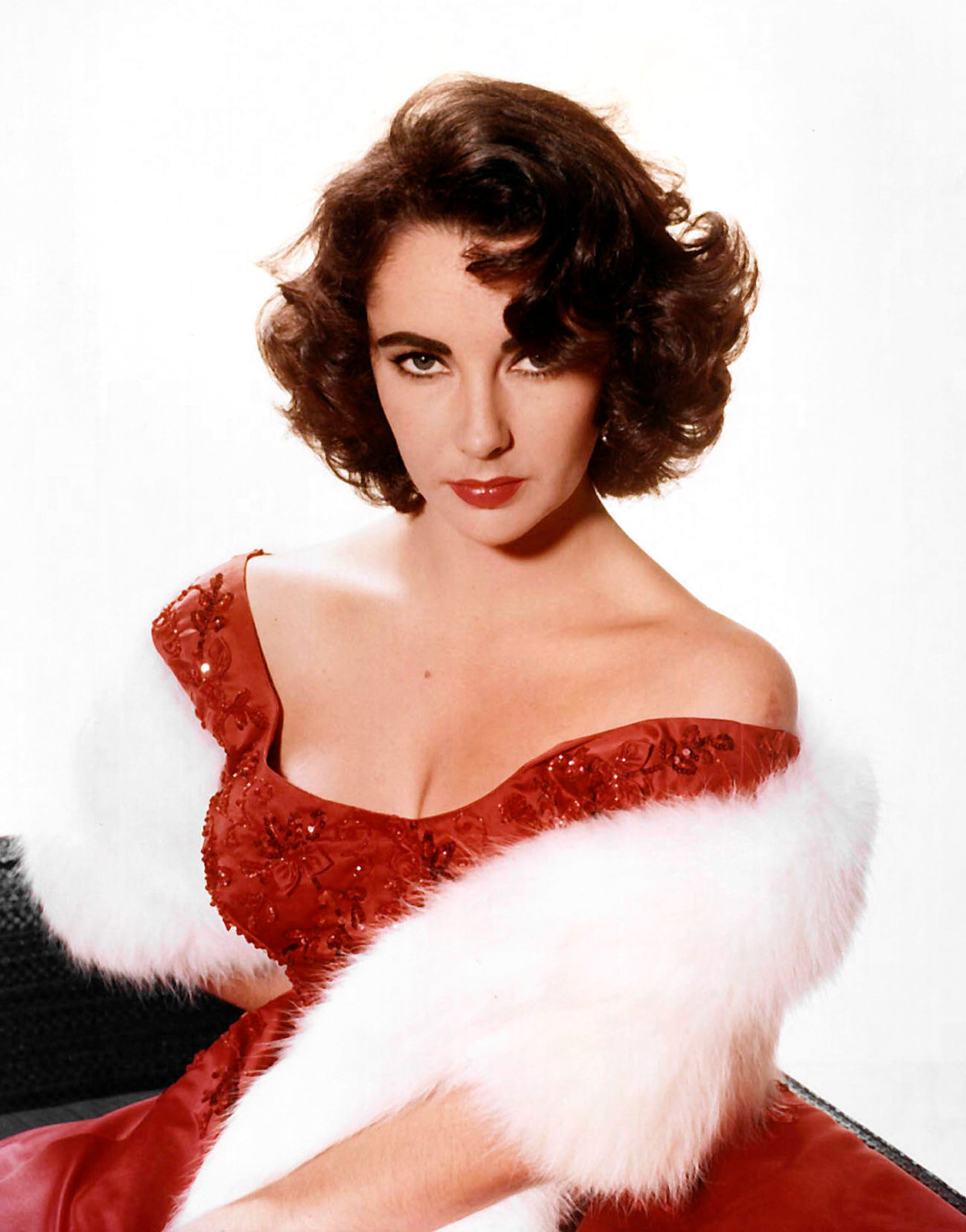
Elizabeth Taylor

Osama bin Laden

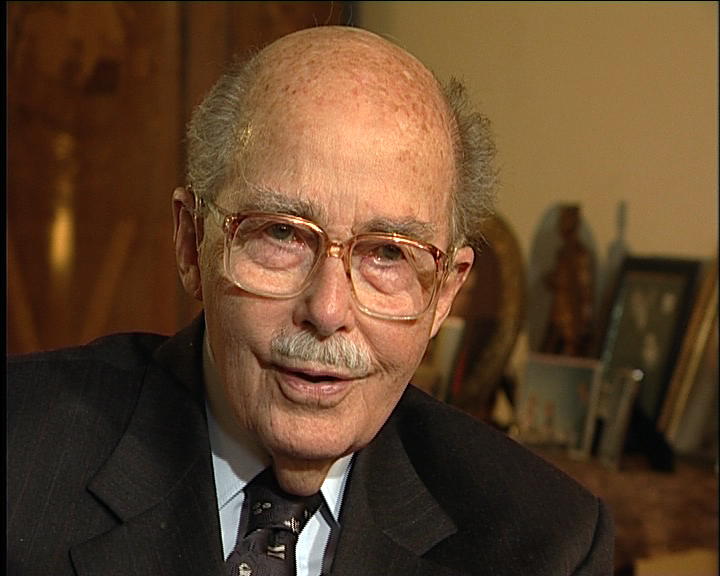
Otto von Habsburg

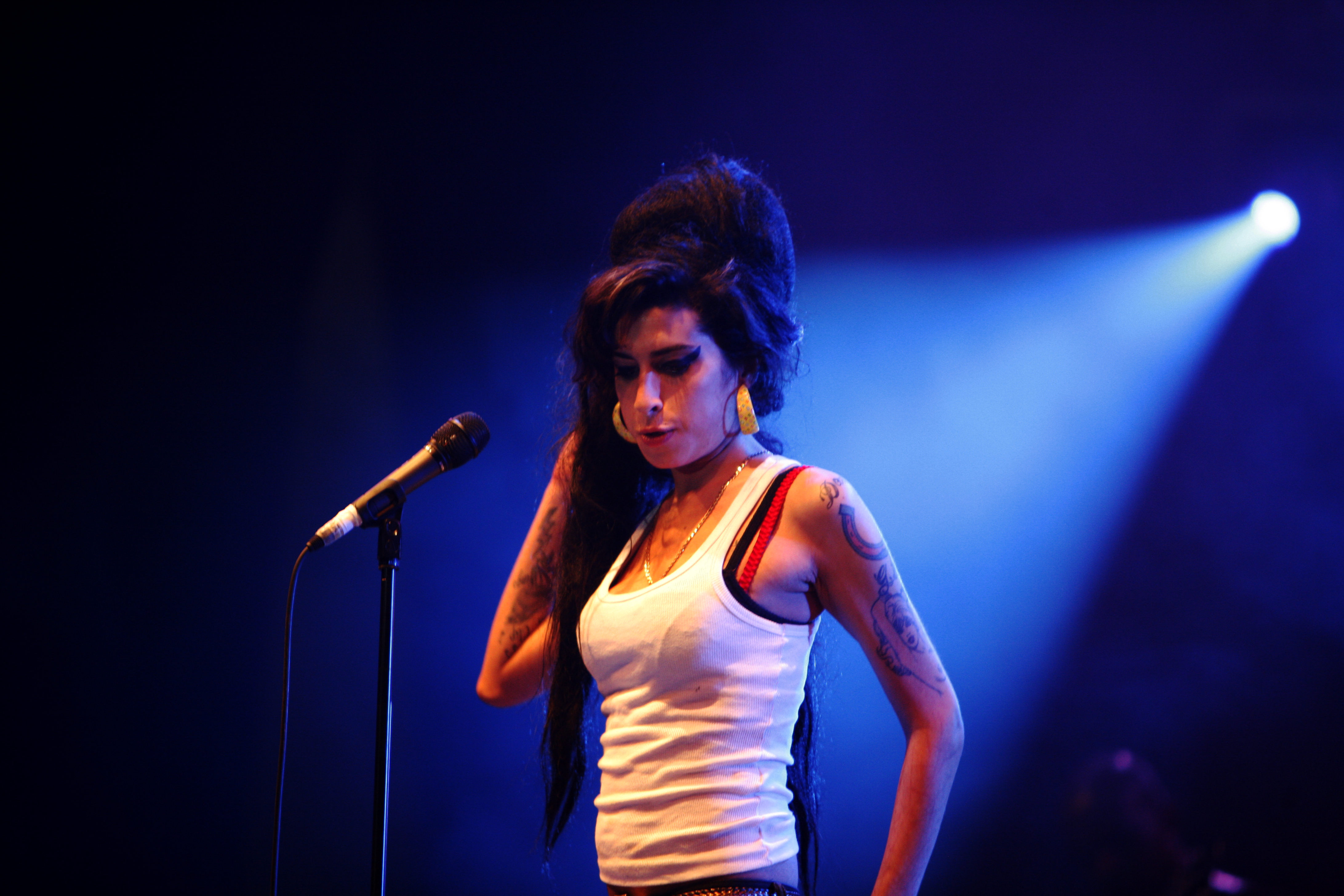
Amy Winehouse

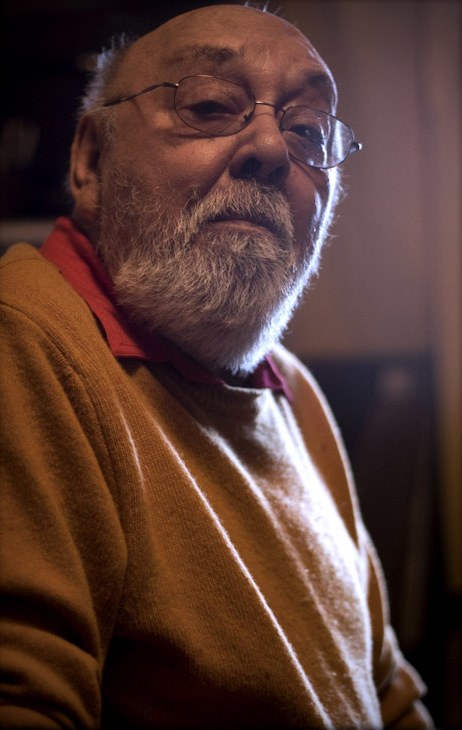
Johnny Răducanu

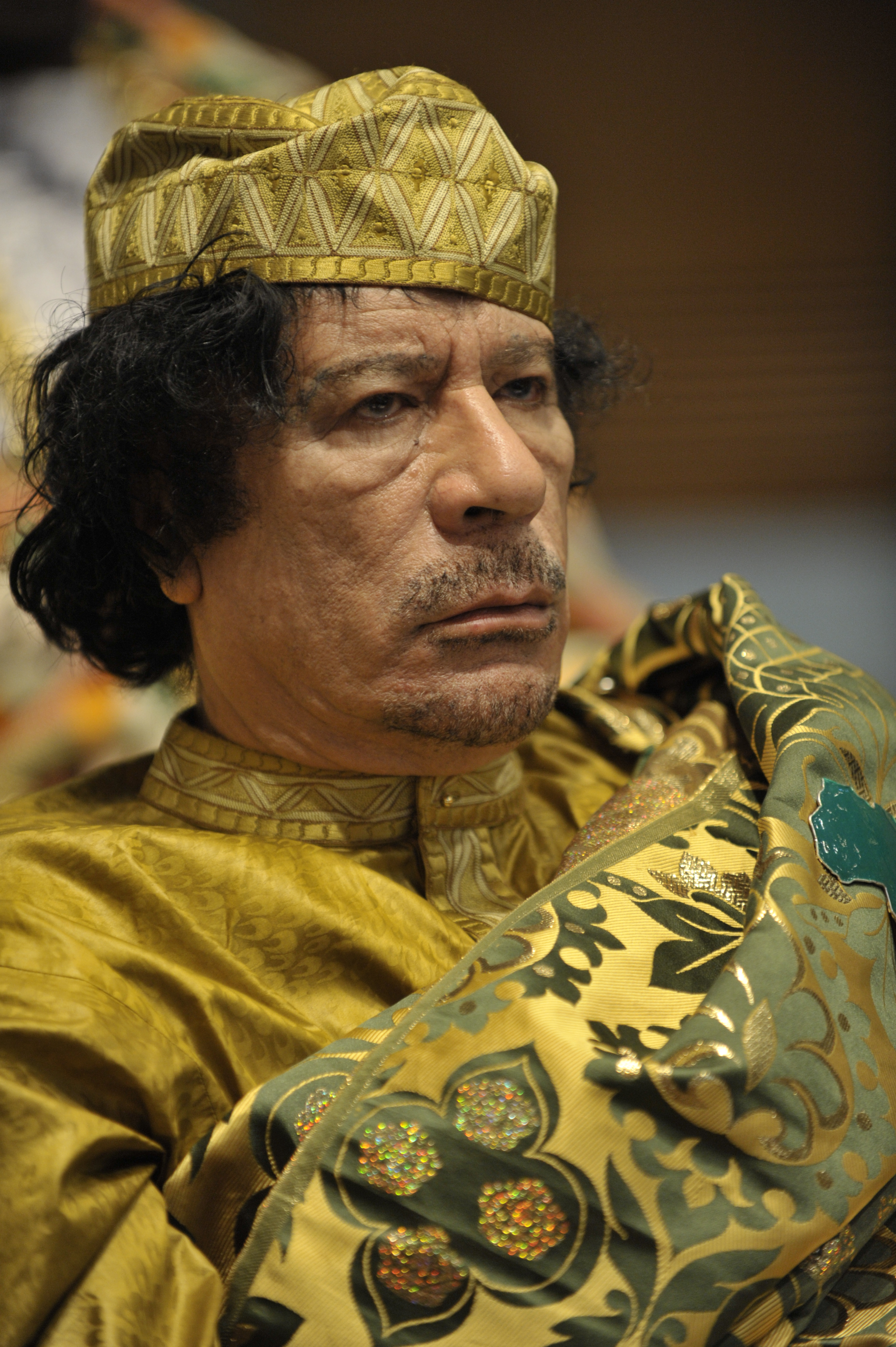
Muammar al-Gaddafi

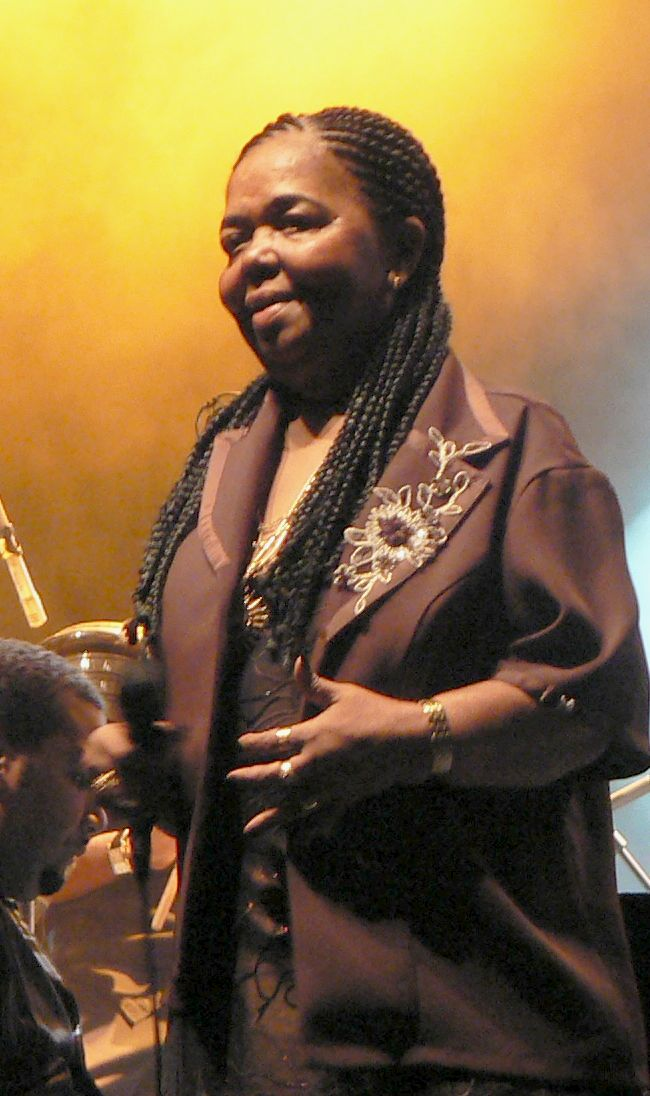
Cesária Évora

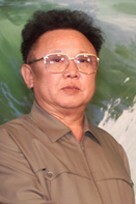
Kim Jong-il

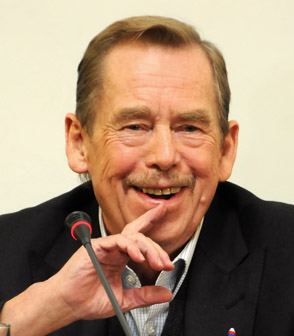
Václav Havel

### Ianuarie
- 1 ianuarie: Flemming Duun Jørgensen, 63 ani, cântăreț și actor danez (n. 1947)
- 1 ianuarie: Constantin Marin, 85 ani, fondator al Corului Național de Cameră Madrigal (n. 1925)
- 1 ianuarie: Constantin Marin, muzician român (n. 1925)
- 2 ianuarie: Anne Lloyd Francis, 80 ani, actriță americană de film (n. 1930)
- 2 ianuarie: Pete Postlethwaite (n. Peter William Postlethwaite), 64 ani, actor britanic (n. 1946)
- 3 ianuarie: Fadil Hadžić, 88 ani, regizor de film, scenarist, dramaturg, pictor și jurnalist bosniac (n. 1922)
- 3 ianuarie: Erich Nussbaum, 76 ani, regizor român de filme documentare din România (n. 1934)
- 3 ianuarie: Dumitru Titus Popa, 71 ani, jurnalist român (n. 1940)
- 4 ianuarie: Mohamed Bouazizi, 26 ani, om de afaceri tunisian (n. 1984)
- 4 ianuarie: Gerald Gerry Rafferty, 63 ani, muzician britanic (n.1947)
- 4 ianuarie: Salmaan Taseer, 66 ani, om de afaceri, politician pakistanez (n. 1946)
- 7 ianuarie: Ion Vova (n. Vladimir Ionescu), 93 ani, actor, realizator de emisiuni și regizor artistic român (n. 1917)
- 9 ianuarie: Liana Alexandra (Liana Alexandra Moraru), 63 ani, compozitor și profesor român (n. 1947)
- 11 ianuarie: Audrey Lawson-Johnston, 95 ani, ultima supraviețuitoare a naufragiului navei RMS Lusitania (n. 1915)
- 12 ianuarie: Clemar Bucci, 91 ani, pilot argentinian de Formula 1 (n. 1920)
- 12 ianuarie: Vasile Mucea, 77 ani, violonist român (n. 1933)
- 14 ianuarie: Pärre Förars, 86 ani, cântăreț finlandez (n. 1924)
- 15 ianuarie: Vladimir Eremciuc, 60 ani, deputat din R.Moldova (n. 1951)
- 15 ianuarie: Romulus Linney, 80 ani, dramaturg american (n. 1930)
- 16 ianuarie: Ivan Alexandru Deneș, 83 ani, scriitor român, jurnalist, traducător, politician comunist, apoi de extremă dreapta, de etnie evreiască  (n. 1928)
- 18 ianuarie: Cristian Pațurcă, 46 ani, cântăreț și compozitor român (n. 1964)
- 19 ianuarie: Mihai Ionescu (aka Mișu), 74 ani, fotbalist (portar) român, (n. 1936)
- 23 ianuarie: Jack LaLanne (n. Francois Henri LaLanne), 96 ani, antrenor de fitness, moderator TV, inventator, antreprenor american (n. 1914)
- 24 ianuarie: Bernd Eichinger, 61 ani, producător de film, german (n. 1949)
- 25 ianuarie: Umberto Albini, 87 ani, scriitor, filolog și traducător maghiar de etnie italiană (n. 1923)
- 25 ianuarie: Károly Ferenc Szabó, 67 ani, politician român de etnie maghiară (n. 1943)
- 27 ianuarie: Liana Dumitrescu, 38 ani, politician român (n. 1973)
- 28 ianuarie: Bujorel Mocanu, 48 ani, fotbalist și antrenor român (n. 1962)
- 29 ianuarie: Ian Abdulla, 63 ani, artist australian (n. 1947)
- 30 ianuarie: John Barry (n. John Barry Prendergast), 77 ani, compozitor de muzică de film, britanic (n. 1933)
- 31 ianuarie: Bartolomeu Anania (n. Valeriu Anania), 89 ani, mitropolit al Clujului, Albei, Crișanei și Maramureșului (n. 1921)
- 31 ianuarie: Ferenc Botka, 81 ani, istoric literar maghiar (n. 1929)

### Februarie
- 1 februarie: Husik Santurian, 91 ani, episcop armean (n. 1920)
- 2 februarie: Alexandru Zărnescu, 60 ani, muzician român (n. 1950)
- 2 februarie: Defne Joy Foster, 35 ani, actriță și prezentatoare TV turcă (n. 1975)
- 3 februarie: Maria Schneider (actriță), 58 ani, actriță franceză (n. 1952)
- 4 februarie: Vasile Paraschiv, 82 ani, deținut politic român (n. 1928)
- 6 februarie: Isabelle Corey (n. Isabelle Brigitte Cornet), 71 ani, actriță de fim, franceză (n. 1939)
- 6 februarie: Gary Moore (Robert William Gary Moore), 58 ani, chitarist irlandez (n. 1952)
- 6 februarie: Kenneth H. Olsen, 84 ani,  inginer american, cofondator al companiei de calculatoare DEC, inventator (n. 1926)
- 9 februarie: Andrzej Przybielski, 66 ani, trompetist polonez de jazz (n. 1944)
- 10 februarie: Saad el-Shazly, 88 ani, comandant militar egiptean (n. 1922)
- 11 februarie: Bad News Brown (n. Paul Frappier), 33 ani, muzician canadian (n. 1977)
- 12 februarie: Peter Alexander (Peter Alexander Ferdinand Maximilian Neumayer), 84 ani, actor austriac (n. 1926)
- 12 februarie: Sofia Cosma, 96 ani, muziciană română născută în Letonia (n. 1914)
- 12 februarie: Alexandru Țățulescu, medic militar român din al doilea război mondial și prizonier în URSS (n. 1916)
- 13 februarie: Arnfinn Bergmann, 82 ani, fotbalist și săritor cu schiurile norvegian (n. 1928)
- 16 februarie: Hans Joachim Alpers, 67 ani, scriitor și editor german (n. 1943)
- 16 februarie: Dorian Gray (n. Maria Luisa Mangini), 83 ani, actriță italiană (n. 1928)
- 16 februarie: Len Lesser (Leonard King Lesser), 88 ani, actor american (n. 1922)
- 16 februarie: Justinas Marcinkevičius, 80 ani, poet lituanian (n. 1930)
- 16 februarie: Dorian Gray, actriță italiană (n. 1928)
- 19 februarie: Ollie Matson, 80 ani, sprinter american (n. 1930)
- 21 februarie: Constantin Antip, 85 ani, istoric român (n. 1925)
- 21 februarie: Jerzy Nowosielski, 88 ani,  pictor, desenator, scenograf, filozof și teolog ortodox polonez (n. 1923)
- 21 februarie: Petru Pițuc, 79 ani, inginer român (n. 1931)
- 22 februarie: Ion Hobana (n. Aurelian Manta Roșie), 80 ani, scriitor român de literatură SF (n. 1931)
- 22 februarie: Petroniu Tănase, 96 ani, preot ortodox român (n. 1916)
- 23 februarie: Shri Mataji Nirmala Devi, 87 ani, fondatoarea Sahaja Yoga, de etnie indiană (n. 1923)
- 25 februarie: Victor Anagnoste, 82 ani, senator român (1990-1992), (n. 1928)
- 26 februarie: Arnošt Lustig, 84 ani, autor evreu (n. 1926)
- 27 februarie: Necmettin Erbakan, 84 ani, politician turc, profesor universitar și inginer, prim-ministru (1996-1997), (n. 1926)
- 27 februarie: Amparo Muñoz Quesada, 56 ani, actriță spaniolă (n. 1954)
- 28 februarie: Emmy (Elsina Hidersha), 21 ani, cântăreață albaneză (n. 1989)
- 28 februarie: Annie Girardot, 79 ani, actriță franceză de film (n. 1931)
- 28 februarie: Iulia Miza Leo, 78 ani, deputat român (1990-1992), (n. 1932)
- 28 februarie: Jane Russell (Ernestine Jane Geraldine Russell), 89 ani, actriță americană (n. 1921)
- 28 februarie: Luminița Cazacu, regizoare română (n. 1940)
- 28 februarie: Emmy, cântăreață albaneză (n. 1989)

### Martie
- 1 martie: Nicolae Botnariuc, 95 ani, zoolog, biolog român (n. 1915)
- 1 martie: John Michael Lounge, 64 ani, astronaut american (STS-51-I), (n. 1946)
- 1 martie: Ion Monea, 70 ani, pugilist și antrenor român (n. 1940)
- 4 martie: Charles Jarrott, 83 ani, regizor britanic (n. 1927)
- 4 martie: Simon van der Meer, 85 ani, fizician neerlandez (n. 1925)
- 6 martie: Mihail Buracu, 80 ani, senator român (1992-1996), (n. 1930)
- 6 martie: Agnes-Marie Grisebach, 97 ani, scriitoare germană (n. 1913)
- 7 martie: Cándido Bidó, 74 ani,  remarcabil sculptor și pictor din Republica Dominicană (n. 1936)
- 8 martie: Marcu Botzan, 97 ani, agronom român (n. 1913)
- 8 martie: Mike Starr, 44 ani, muzician american (n. 1966)
- 9 martie: Eiko Matsuda, 58 ani, actriță japoneză (n. 1952)
- 12 martie: Nilla Pizzi, 91 ani,  cântăreață și actriță italiană (n. 1919)
- 12 martie: Tawfik Tubi, 88 ani, om politic comunist arabo-israelian (n. 1922)
- 15 martie: Nate Dogg (n. Nathaniel Dwayne Hale), 41 ani, rapper american (n. 1969)
- 15 martie: Rodion Hodovanschi, 83 ani, interpret de muzică ușoară din România (n. 1927)
- 17 martie: Michael Gough, 94 ani, actor britanic (n. 1916)
- 17 martie: Romul Munteanu, 84 ani, critic, istoric literar și editor român (n. 1926)
- 18 martie: Warren Christopher (Warren Minor Christopher), 85 ani, diplomat și politician american (n. 1925)
- 19 martie: Knut, 4 ani, urs polar (n. 2006)
- 21 martie: Nikolai Andrianov, 58 ani, gimnast rus (n. 1952)
- 23 martie: Teodor Gheorghe Negoiță, 63 ani, explorator român (n. 1947)
- 23 martie: Elizabeth Taylor (Elizabeth Rosemond Taylor), 79 ani, actriță americană (n. 1932)
- 26 martie: Roger Abbott, 64 ani, actor de comedie canadian (n. 1946)
- 26 martie: Ioan Grigorescu, 80 ani, scriitor român (n. 1930)
- 26 martie: Diana Wynne Jones, 76 ani, scriitoare britanică (n. 1934)
- 26 martie: Aloysius Winter, 79 ani, teolog german (n. 1931)
- 27 martie: Farley Granger (Farley Earle Granger Jr.), 85 ani, actor de film, american (n. 1925)
- 28 martie: Supyan Abdullayev, 54 ani, comandant cecen (n. 1956)
- 29 martie: José Alencar (n. José Alencar Gomes da Silva), 79 ani, om politic brazilian (n. 1931)
- 30 martie: Liudmila Gurcenko, 75 ani, actriță de teatru și film, regizoare și cântăreață sovietică și rusă de origine ucraineană (n. 1935)
- 31 martie: Shaul Carmel (n. Saul Croitoru), 73 ani, poet român de etnie evreiască (n. 1937)

### Aprilie
- 5 aprilie: Baruch Samuel Blumberg, 85 ani, doctor american, laureat al Premiului Nobel (1976), (n. 1925)
- 5 aprilie: Cristian Ion Gheorghe Ciucu, 57 ani, fizician român (n. 1953)
- 5 aprilie: Juci Komlós, 92 ani, actriță maghiară (n. 1919)
- 7 aprilie: Victor Surdu (Raul Victor Surdu-Soreanu), 63 ani, om politic român, ministru al agriculturii (1989-1990), (n. 1947)
- 8 aprilie: Hedda Sterne, 100 ani, artistă română (n. 1910)
- 8 aprilie: Alex. Leo Șerban, 51 ani, critic de film, român (n. 1959)
- 9 aprilie: Sidney Lumet, 86 ani, regizor și scenarist american (n. 1924)
- 12 aprilie: Ioan M. Anton, 86 ani, inginer român (n. 1924)
- 12 aprilie: Ioan Șișeștean, 74 ani, episcop român (n. 1936)
- 14 aprilie: William Lipscomb (n. William Nunn Lipscomb, jr.), 91 ani, chimist american, laureat al Premiului Nobel (1976), (n. 1919)
- 18 aprilie: Olubayo Adefemi, 25 ani, fotbalist nigerian (n. 1985)
- 19 aprilie: Serge Nubret, 72 ani,  culturist profesionist, actor și autor francez (n. 1938)
- 21 aprilie: Liviu Alexandru Mera, 74 ani, deputat român (n. 1936)
- 21 aprilie: Yoshiko Tanaka (n. Yoshiko Odate), 55 ani, actriță japoneză (n. 1956)
- 23 aprilie: Ioana Nemeș, 32 ani, artist plastic român (n. 1979)
- 23 aprilie: Mohammad Abdus Sattar, 85 ani, fotbalist indian (n. 1925)
- 24 aprilie: Sathya Sai Baba, 84 ani, mistic indian (n. 1926)
- 28 aprilie: Margareta Giurgea, 96 ani, fizician român (n. 1915)
- 30 aprilie: Armando Pizzo, 85 ani, jurnalist și moderator de televiziune italian (n. 1925)
- 30 aprilie: Ernesto Sábato (Ernesto Sabato Ferrari), 99 ani, scriitor argentinian (n. 1911)

### Mai
- 2 mai: Leonid Abalkin, 80 ani, economist rus (n. 1930)
- 2 mai: Abu Ahmed al-Kuwaiti, 33 ani, muzician pakistanez (n. 1978)
- 2 mai: Osama bin Laden (n. Usamah bin Muhammad bin Awad bin Ladin), 54 ani, lider Al-Qaeda  (n. 1957)
- 2 mai: Shigeo Yaegashi, 78 ani, fotbalist japonez (n. 1933)
- 24 octombrie: John McCarthy, 84 ani, informatician și matematician american, inventator al limbajului de programare LISP (n. 1927)
- 25 octombrie: Liviu Ciulei (n. Liviu Ioan), 88 ani, regizor român (n. 1923)
- 3 mai: Karl-Günther Bechem, 89 ani, pilot german de Formula 1 (n. 1921)
- 4 mai: Saiyid Amir Hasan Abidi, 91 ani, academician indian (n. 1919)
- 4 mai: Mary Murphy, 98 ani, actriță americană de film (n. 1913)
- 4 mai: Frans Sammut, 65 ani, romancier și scriitor maltez (n. 1945)
- 5 mai: Alice Bridges, 94 ani, înotătoare americană (n. 1916)
- 5 mai: Claude Choules, 110 ani, ultimul veteran australian al Primului Război Mondial (n. 1901)
- 7 mai: Willard Boyle (Willard Sterling Boyle), 86 ani, fizician american (n. 1924)
- 7 mai: Dumitru Branc, 58 ani, primar al municipiului Arad (1996-1998), (n. 1952)
- 7 mai: Miklós Hubay, 93 ani, scriitor maghiar (n. 1918)
- 8 mai: George Guțiu, 87 ani, episcop român (n. 1924)
- 9 mai: Gheorghe Ene, 60 ani, jurnalist român (n. 1950)
- 9 mai: Wouter Weylandt, 26 ani, ciclist belgian (n. 1984)
- 11 mai: Petronėlė Česnulevičiūtė, 86 ani, dramaturgă și traducătoare lituaniană (n. 1925)
- 12 mai: Miyu Uehara (n. Fujisaki Mutsumi), 24 ani, idol japonez (n. 1987)
- 14 mai: Gheorghe Mihăilă, 81 ani, lingvist și filolog român (n. 1930)
- 14 mai: Birgitta Trotzig, 81 ani, scriitoare și critic literar suedez (n. 1929)
- 16 mai: Serghei Covaliov, 66 ani, canoist român (n. 1944)
- 16 mai: Edward Hardwicke (Edward Hardwick), 78 ani, actor englez (n. 1932)
- 18 mai: Seiseki Abe, 96 ani, aikido-can japonez (n. 1915)
- 18 mai: Mircea Horia Simionescu, 83 ani, prozator, publicist și eseist român (n. 1928)
- 20 mai: Serafim Saka (Serafim Saca), 76 ani, scriitor din R. Moldova (n. 1935)
- 20 mai: Randy Savage, 58 ani, wrestler american (n. 1952)
- 22 mai: Nicholas Dimăncescu, 26 ani,  regizor american de origine română (n. 1985)
- 22 mai: Alexandru Ene, 82 ani, fotbalist român (atacant) (n. 1928)
- 23 mai: Éva Cs. Gyimesi, 65 ani, om de știință român de origine maghiară (n. 1945)
- 24 mai: Fănuș Neagu (n. Fănică Neagu), 79 ani, scriitor român (n. 1932)
- 25 mai: Leonora Carrington, 94 ani, pictoriță și scriitoare suprarealistă de origine britanică (n. 1917)
- 25 mai: Ion Sălișteanu, 82 ani, pictor român (n. 1929)
- 27 mai: Gil Scott-Heron (Gilbert Scott-Heron), 62 ani, rapper american (n. 1949)
- 27 mai: Dumitru Penciuc, 85 ani, general de armată român (n. 1925)
- 29 mai: Ferenc Mádl, 80 ani, președinte al Ungariei (2000-2005), (n. 1931)
- 30 mai: Kalevi Seilonen, 73 ani, scriitor finlandez (n. 1937)

### Iunie
- 3 iunie: John Henry Johnson, 81 ani, fotbalist american (baseball), (n. 1929)
- 4 iunie: Dimi Mint Abba, 52 ani, cântăreață mauritaniană (n. 1958)
- 4 iunie: Lawrence Eagleburger, 80 ani, politician american, secretar de stat al SUA (1992-1993), (n. 1930)
- 5 iunie: Leon Botha, 26 ani, pictor și interpret de muzică, sud-african (n. 1985)
- 6 iunie: Matei Kiraly, 78 ani, inginer român (n. 1933)
- 7 iunie: Mircea Iorgulescu, 67 ani, critic, istoric și eseist literar român (n. 1943)
- 7 iunie: Jorge Semprún, 87 ani, scriitor spaniol (n. 1923)
- 8 iunie: Anatole Abragam, 96 ani, fizician francez (n. 1914)
- 9 iunie: Sergiu Mihail Tofan, 52 ani, deputat român (2000-2004), (n. 1959)
- 11 iunie: Giorgio Celli, 75 ani, politician italian (n. 1935)
- 11 iunie: Anna-Halea Horbaci, 87 ani,  critic literar ucrainean (n. 1924)
- 12 iunie: Mihai Cârciog, 70 ani, om de afaceri din România (n. 1940)
- 12 iunie: Laura Ziskin (Laura Ellen Ziskin), 61 ani, producătoare americană de film (n. 1950)
- 18 iunie: Elena Bonner, 88 ani, militantă pentru drepturile omului, născută în Turkmenistan (n. 1923)
- 18 iunie: Frederick Jacob Chiluba, 68 ani, președinte al Zambiei (1991-2002), (n. 1943)
- 19 iunie: Paul Mocanu, 87 ani, actor român (n. 1924)
- 19 iunie: Paul Mocanu, actor român (n. 1924)
- 22 iunie: David Rayfiel, 87 ani,  scenarist american (n. 1923)
- 23 iunie: Peter Falk (Peter Michael Falk), 83 ani, actor american (Columbo), (n. 1927)
- 23 iunie: Dennis Marshall (Dennis Amos Marshall Maxwell), 25 ani, fotbalist costarican (n. 1985)
- 24 iunie: Tomislav Ivić, 77 ani, fotbalist și antrenor croat (n. 1933)
- 25 iunie: Martin Harry Greenberg, 70 ani, scriitor american de literatură SF (n. 1941)
- 25 iunie: Viktor Mihailov, 77 ani, fizician rus (n. 1934)
- 25 iunie: Viktor Mihailov, fizician rus (n. 1934)
- 27 iunie: Lina Magaia, 66 ani, scriitoare mozambicană (n. 1945)
- 28 iunie: Mircea Leonte, 81 ani, deputat român în legislatura 1992-1996, ales în județul Galați pe listele partidului PDSR (n. 1930)
- 28 iunie: Angélico Vieira (Sandro Milton Angélico Vieira), 28 ani, actor și cântăreț portughez (n. 1982)
- 30 iunie: Jimmy Roselli (n. Michael John Roselli), 85 ani, cântăreț american (n. 1925)

### Iulie
- 3 iulie: Roy Redgrave (Roy Michael Frederick Redgrave), 85 ani, ofițer britanic (n. 1925)
- 4 iulie: Șerban Cantacuzino, 70 ani, actor român (n. 1941)
- 4 iulie: Otto von Habsburg (n. Franz Joseph Otto Robert Maria Anton Karl Max Heinrich Sixtus Xaver Felix Renatus Ludwig Gaetan Pius Ignatius Habsburg-Lothringen), 98 ani, ultimul prinț moștenitor al Austro-Ungariei (n. 1912)
- 4 iulie: Șerban Cantacuzino, actor român (n. 1941)
- 5 iulie: Dorin Chiriță, 64 ani, deputat român (1996-2000), (n. 1946)
- 5 iulie: Vasile Movileanu, 56 ani, pictor din R. Moldova (n. 1955)
- 5 iulie: Alexandru Herescu, actor și profesor român (n. 1942)
- 7 iulie: Theodore Lux Feininger, 101 ani, fotograf american (n. 1910)
- 8 iulie: Emanuel Diaconescu, 67 ani, profesor român (n. 1944)
- 8 iulie: Betty Ford (n. Elizabeth Ann Bloomer), 93 ani, soția președintelui american Gerald Ford (n. 1918)
- 11 iulie: Alexandru Chira, 63 ani, artist plastic, profesor universitar și teoretician român (n. 1947)
- 11 iulie: Michael Charles Evans, 59 ani, episcop romano-catolic, britanic (n. 1951)
- 11 iulie: Tom Gehrels, 86 ani, astronom neerlandez (n. 1925)
- 12 iulie: Alexandru Gromov, 86 ani, evreu basarabean, scriitor, traducător, publicist, critic de film și jurnalist sovietic și moldovean (n. 1925)
- 13 iulie: Cornel Fugaru (Corneliu Ion Fugaru), 70 ani, compozitor, solist vocal, instrumentist român (n. 1940)
- 14 iulie: Dekha Ibrahim Abdi, 46 ani, activistă somaleză (n. 1964)
- 15 iulie: Friedrich Wilhelm Schnitzler, 82 ani, politician german (n. 1928)
- 16 iulie: Roxana Matei, 84 ani, interpretă română de muzică ușoară (n. 1926)
- 16 iulie: Cesare Mazzolari, 74 ani, episcop romano-catolic, italian (n. 1937)
- 17 iulie: Takaji Mori, 67 ani, fotbalist japonez (n. 1943)
- 17 iulie: Ștefan Sameș, 59 ani, fotbalist român (n. 1951)
- 17 iulie: Taiji Sawada, 45 ani, muzician japonez (n. 1966)
- 19 iulie: William Leonard D’Mello, 80 ani, episcop romano-catolic, indian (n. 1931)
- 19 iulie: Arsenie Papacioc, 97 ani, duhovnic ortodox român (n. 1914)
- 20 iulie: Lucian Freud, 88 ani, pictor britanic, nepotul psihanalistului Sigmund Freud (n. 1922)
- 21 iulie: Pedro Claro Meurice Estiú, 79 ani, episcop romano-catolic, cubanez (n. 1932)
- 21 iulie: Mircea Ivănescu, 80 ani, poet, scriitor, eseist și traducător român (n. 1931)
- 21 iulie: Dinu Secrieru, 57 ani, senator român (1996-2000), (n. 1933)
- 23 iulie: Robert Ettinger (Robert Chester Wilson Ettinger), 92 ani, academician american (n. 1918)
- 23 iulie: Amy Winehouse (Amy Jade Winehouse), 27 ani, cântăreață britanică (n. 1983)
- 24 iulie: Paul Marchand, 73 ani, teolog romano-catolic (n. 1937)
- 24 iulie: Titus Popescu, 98 ani, general, profesor și scriitor român (n. 1913)
- 25 iulie: Michael Cacoyannis (Mihalis Kakogiannis), 89 ani, regizor grec (n. 1921)
- 27 iulie: Agota Kristóf, 75 ani, scriitoare maghiară  (n. 1935)
- 27 iulie: Francis John Spence, 85 ani, episcop romano-catolic, canadian (n. 1926)
- 30 iulie: Alexandru Lungu (paleontolog), 74 ani, paleontolog din R. Moldova (n. 1936)
- 30 iulie: Alexandru Lungu, paleontolog moldovean (n. 1936)

### August
- 1 august: Camelia Beldie, 81 ani, comunistă română (n. 1930)
- 1 august: Andrei Hropotinschi, 68 ani, critic literar, scriitor, folclorist și traducător sovietic moldovean și transnistrean (n. 1942)
- 2 august: Severin Baciu, 85 ani, deputat român (1990-1996), (n. 1926)
- 2 august: Baruj Benacerraf, 90 ani, fiziolog și medic venezuelean, laureat al Premiului Nobel (1980), (n. 1920)
- 2 august: Victor Huci, 59 ani, pilot român (n. 1951)
- 3 august: Rosa del Conte, 103 ani, istoric literar, filolog, eminescolog, profesor universitar italian (n. 1907)
- 3 august: Bubba Smith (n. Charles Aaron Smith), 66 ani, fotbalist american (n. 1945)
- 4 august: Hans Barth, 77 ani, scriitor și inginer german de etnie română (n. 1934)
- 4 august: Amos Kenan, 82 ani, scriitor, publicist, dramaturg, traducător și sculptor israelian (n. 1927)
- 4 august: Naoki Matsuda, 34 ani, fotbalist japonez (n. 1977)
- 4 august: Florica Ungur, 72 ani, interpretă română de muzică populară din zona Bihorului (n. 1939)
- 5 august: Emilian Drehuță, 80 ani, economist, editor, memorialist și autor român (n. 1931)
- 5 august: Maria Osiecka-Kuminek, 85 ani, decoratoare și scenografă de film, poloneză (n. 1925)
- 5 august: Aziz Șaverșian, 22 ani, bodybuilder, antrenor personal, stripper și model australian, născut în Rusia (n. 1989)
- 6 august: Alexandru Herescu, 69 ani, actor român (n. 1942)
- 6 august: Kuno Klötzer, 89 ani, fotbalist și antrenor german (n. 1922)
- 6 august: Vasile Gavrilescu, scriitor român (n. 1937)
- 6 august: John Wood, 81 ani, actor din Regatul Unit al Marii Britanii și al Irlandei de Nord (n. 1930)
- 7 august: Joseph Candolfi, 89 ani, episcop romano-catolic, elvețian (n. 1922)
- 7 august: Cornelius Elanjikal, 92 ani, episcop romano-catolic, indian (n. 1918)
- 8 august: Robert Neal Abberley, 67 ani, jucător britanic de cricket (n. 1944)
- 8 august: Federico Richter Fernandez-Prada, 89 ani, episcop romano-catolic, peruan (n. 1922)
- 9 august: Alexandru Amzulescu, 89 ani, etnolog și folclorist român (n. 1921)
- 9 august: Constantin Stan, 60 ani, prozator român (n. 1951)
- 12 august: Radu Bogdan, 91 ani, critic român de artă (n. 1920)
- 14 august: Marcel Stecker, 87 ani, pictor, ilustrator, grafician și profesor ceh (n. 1923)
- 15 august: Franz Freiherr von Hammerstein-Equord, 90 ani, teolog german (n. 1921)
- 17 august: Mijaela Tesleoanu, 69 ani, dansatoare română (n. 1942)
- 21 august: Constantin Ionescu Gulian (Constantin Henri Ionescu-Gulian), 97 ani, filosof evreu-român (n. 1914)
- 22 august: Viorica Bucur, 65 ani, critic român de film (n. 1946)
- 22 august: Atiyah Abd al-Rahman, 40 ani, membru senior Al-Qaeda, născut în Libia (n. 1970)
- 24 august: Ákos Birtalan, 49 ani, om politic român de etnie maghiară, ministru al turismului (1996-1998), (n. 1962)
- 27 august: Iia Savvina, 75 ani, actriță rusă de teatru și film (n. 1936)
- 28 august: Dmitri Royster (n. Robert Royster), 87 ani, episcop american (n. 1923)
- 29 august: Marcel Schapira, 90 ani, francmason român (n. 1920)
- 30 august: Alla Baianova (n. Alla Levițchi), 97 ani, interpretă de romanțe din R. Moldova (n. 1914)
- 30 august: Șerban Milcoveanu, 98 ani, medic român (n. 1912)
- 31 august: Paul Abisheganaden, 97 ani, dirijor singaporean (n. 1914)

### Septembrie
- 1 septembrie: Alexandru Pesamosca, 81 ani, medic chirurg român (n. 1930)
- 1 septembrie: Mircea Corneliu Spătaru, 74 ani, sculptor, pictor, caricaturist și ceramist român, profesor universitar, personalitate marcantă a artei românești (n. 1937)
- 2 septembrie: Horst Kasner, 85 ani, teolog german, tatăl cancelarului german Angela Merkel (n. 1926)
- 2 septembrie: Mircea-Dimitrie Rațiu, 87 ani, inginer și profesor român, fratele deputatului Ion Rațiu (n. 1923)
- 3 septembrie: Ioan Gottlieb, 82 ani, fizician român (n. 1929)
- 5 septembrie: Paraschiva Iubu,  arhitectă de origine română (n. 1920)
- 6 septembrie: Hans Apel, 79 ani, om politic german, membru al Parlamentului European (între 1965 și 1970) și al Bundestagului (între 1965 și 1990) (n. 1932)
- 6 septembrie: Arhiducele Felix de Austria (n. Felix Friedrich August Maria vom Siege Franz Joseph Peter Karl Anton Robert Otto Pius Michael Benedikt Sebastian Ignatius Marcus d'Aviano), 95 ani (n. 1916)
- 6 septembrie: Dan David, 82 ani, om de afaceri, inventator și filantrop israelian (n. 1929)
- 9 septembrie: James Rosenau, 86 ani, cercetător al științelor politice (n. 1924)
- 10 septembrie: Cliff Robertson (Clifford Parker Robertson III), 88 ani, actor american (n. 1925)
- 11 septembrie: George Marinescu, 71 ani, prezentator de știri la Televiziunea Română (1969-1990), (n. 1940)
- 11 septembrie: Andy Whitfield, 39 ani, actor și model britanic (n. 1972)
- 13 septembrie: Teodor Moraru, 73 ani, pictor român (n. 1938)
- 14 septembrie: Rudolf Ludwig Mössbauer, 82 ani, fizician german laureat al Premiului Nobel (1961), (n. 1929)
- 15 septembrie: Nikodim Rusnak, 90 ani, episcop ucrainean (n. 1921)
- 15 septembrie: Otakar Vávra, 100 ani, regizor ceh (n. 1911)
- 16 septembrie: Jean Leclant, 91 ani,  istoric, membru de onoare al Academiei Române (din 1992)  (n. 1920)
- 17 septembrie: Cora Vaucaire, 93 ani,  cântăreață și actriță franceză (n. 1918)
- 19 septembrie: Johnny Răducanu, 79 ani, contrabasist, pianist, compozitor român de etnie romă (n. 1931)
- 20 septembrie: Burhanuddin Rabbani, 71 ani, om politic și teolog islamist afgan (n. 1940)
- 21 septembrie: Joe Abeywickrama, 84 ani, actor sri-lankez (n. 1927)
- 22 septembrie: Jonathan Cecil, 72 ani, actor englez de teatru, film și televiziune (n. 1939)
- 22 septembrie: Margaret Ogola, 53 ani, scriitoare kenyană, care a scris The River and the Source și continuarea sa, I Swear by Apollo (n. 1958)
- 23 septembrie: Stuart J. Byrne, 97 ani, scriitor american (n. 1913)
- 25 septembrie: Wangari Maathai, 71 ani, luptătoare africană pentru protecția mediului înconjurător și pentru drepturile femeilor (n. 1940)
- 26 septembrie: Jessy Dixon, 73 ani, muzician american (n. 1938)
- 27 septembrie: Adrian Făgețeanu (n. Alexandru Făgețeanu), 99 ani, preot ortodox român (n. 1912)
- 27 septembrie: Imre Makovecz, 75 ani, arhitect maghiar (n. 1935)
- 28 septembrie: Alfredo Pieroni, jurnalist italian (n. 1923)
- 29 septembrie: Hella Haasse, 93 ani, scriitoare neerlandeză (n. 1918)
- 29 septembrie: Tatiana Lioznova, 87 ani, regizoare de film sovietică și rusă de origine evreiască (n. 1924)
- 30 septembrie: Anwar al-Awlaki, 40 ani, militant extremist musulman american, de etnie yemenită (n. 1971)
- 30 septembrie: Gheorghe Pîrîu, 85 ani, producător român de filme (n. 1926)
- 30 septembrie: Ralph Marwin Steinman, 68 ani, biolog și imunolog canadian, laureat al Premiului Nobel (2011), (n. 1943)

### Octombrie
- 4 octombrie: Mircea Olteanu, 84 ani, medic român (n. 1926)
- 5 octombrie: Steve Paul Jobs, 56 ani, om de afaceri american, fondator Apple (n. 1955)
- 5 octombrie: Sorin Simion, 54 ani, scriitor român de literatură SF (n. 1957)
- 6 octombrie: Diane Cilento, 78 ani, actriță australiană de film (n. 1933)
- 7 octombrie: Ramiz Alia, 85 ani, președinte al Albaniei (1991-1992), (n. 1925)
- 7 octombrie: Enrique Monsonís Domingo, 80 ani, politician spaniol (n. 1931)
- 9 octombrie: Theodor Cosma (n. Theodor Zwiebel), 101 ani, compozitor român de etnie evreiască (n. 1910)
- 9 octombrie: Chauncey Hardy, 23 ani, baschetbalist american (n. 1988)
- 10 octombrie: Masahiro Hamazaki, 71 ani, fotbalist japonez (portar), (n. 1940)
- 11 octombrie: Ion Diaconescu, 94 ani, om politic român, deputat (1990-2000) (n. 1917)
- 12 octombrie: Dennis Ritchie (n. Dennis MacAlistair Ritchie), 70 ani, creator al limbajului C și cocreator[41] al sistemului de operare UNIX (n. 1941)
- 12 octombrie: Hidemaro Watanabe, 87 ani, fotbalist japonez (portar), (n. 1924)
- 13 octombrie: Adina Caloenescu, 77 ani, pictor, grafician, gravor român (n. 1934)
- 13 octombrie: Oprea Vlase, 84 ani, handbalist și antrenor român (n. 1927)
- 18 octombrie: Paul Everac (n. Petre Constantinescu), 87 ani, dramaturg român (n. 1924)
- 18 octombrie: Friedrich A. Kittler, 68 ani, istoric literar și teoretician media, german (n. 1943)
- 20 octombrie: Muammar al-Gaddafi (n. Muammar Abu Minyar al-Gaddafi), 69 ani, președinte al Libiei (1969-2011), (n. 1942)
- 20 octombrie: Peter Geoffrey Taylor, 85 ani, botanist britanic (n. 1926)
- 21 octombrie: Sultan bin Abdul-Aziz Al Saud (n. Sultan bin Abdul Aziz bin Abdul-Rahman bin Faisal bin Turki bin Abdullah bin Muhammad bin Saud), 80 ani, prințul moștenitor al Arabiei Saudite (n. 1928)
- 22 octombrie: Corneliu (Schwarz) Calboreanu, 67 ani, inginer român (n. 1943)
- 23 octombrie: Herbert A. Hauptman, 94 ani, chimist american laureat al Premiului Nobel (1985), (n. 1917)
- 23 octombrie: Virgil Preda, 88 ani, pictor român (n. 1923)
- 23 octombrie: Marco Simoncelli, 24 ani, pilot de curse italian (motociclism), (n. 1987)
- 26 octombrie: Constantin Dospinescu, 77 ani, primar al municipiului Piatra Neamț (1980-1986), (n. 1933)
- 28 octombrie: Willy De Clercq, 84 ani, politician belgian (n. 1927)
- 29 octombrie: Robert Lamoureux, 91 ani, actor, scenarist și regizor de film, francez (n. 1920)
- 31 octombrie: Flórián Albert, 70 ani, fotbalist maghiar (atacant), (n. 1941)
- 31 octombrie: Roberto Lippi, pilot italian de Formula 1 (n. 1926)

### Noiembrie
- 1 noiembrie: Anders Ruuth, 85 ani, teolog evanghelic suedez (n. 1926)
- 4 noiembrie: Thomas Nägler, 72 ani, arheolog și istoric român (n. 1939)
- 4 noiembrie: Norman Foster Ramsey, 96 ani, fizician american laureat al Premiului Nobel (1989), (n. 1915)
- 5 noiembrie: Ion I. Inculeț, 90 ani, inginer canadian de etnie română (n. 1921)
- 5 noiembrie: Damaskinos Papandreou (n. Basil Papandreou), 75 ani, arhiepiscop ortodox grec și Mitropolit al Genevei (n. 1936)
- 5 noiembrie: Ștefania Stere, 82 ani, interpretă română de muzică populară din zona Dobrogei (n. 1929)
- 7 noiembrie: Joe Frazier (Joseph William Frazier), 67 ani, pugilist american, campion mondial (n. 1944)
- 10 noiembrie: Andrei Igorov, 71 ani, canoist român (n. 1939)
- 13 noiembrie: Nigel Abbott, 91 ani, politician australian (n. 1920)
- 19 noiembrie: John Neville, 86 ani,  actor englez de teatru și film (n. 1925)
- 20 noiembrie: Robert Hayes (jurist), 69 ani, profesor asociat de drept australian la Universitatea din Western Sydney (n. 1942)
- 21 noiembrie: Anne McCaffrey (Anne McCaffrey Inez), 85 ani, scriitoare americană (n. 1926)
- 22 noiembrie: Svetlana Allilueva (n. Svetlana Iosifovna Stalina), 85 ani, fiica lui Iosif Stalin (n. 1926)
- 22 noiembrie: Elisabeta, Ducesă de Hohenberg (n. Elisabeth Hilda Zita Marie Anna Antonia Friederike Wilhelmine Luise), 88 ani (n. 1922)
- 22 noiembrie: Danielle Mitterrand (n. Danielle Émilienne Isabelle Gouze), 87 ani, soția președintelui francez François Mitterrand (n. 1924)
- 23 noiembrie: Miron Rațiu, 82 ani, dirijor român (n. 1929)
- 25 noiembrie: Vasili Alexeiev, 69 ani, halterofil rus (n. 1942)
- 25 noiembrie: Nikolai Krivțov, 66 ani, profesor rus (n. 1945)
- 27 noiembrie: Ken Russell (Henry Kenneth Alfred Russell), 84 ani, regizor britanic de film (n. 1927)
- 28 noiembrie: Annie Girardot (Annie Suzanne Girardot), 79 ani, actriță franceză (n. 1931)
- 28 noiembrie: Ante Marković, 87 ani, politician, om de afaceri și inginer croat și iugoslav (n. 1924)
- 29 noiembrie: Patrice O'Neal (Patrice Malcolm O'Neal), 41 ani, actor american (n. 1969)
- 29 noiembrie: Alexandru Tocilescu, 65 ani, regizor român de teatru (n. 1946)
- 30 noiembrie: Zdeněk Miler, 90 ani, regizor ceh (n. 1921)

### Decembrie
- 1 decembrie: Solomon Abera, 42 ani, jurnalist, prezentator de știri, eritreean (n. 1968)
- 1 decembrie: Andrei Blaier, 78 ani, regizor și scenarist român (n. 1933)
- 1 decembrie: Leon Volovici, 73 ani, istoric român de etnie evreiască (n. 1938)
- 1 decembrie: Christa Wolf, 82 ani, scriitoare germană născută în Polonia (n. 1929)
- 2 decembrie: Vergiu Cornea, 98 ani, dansator și coregraf român (n. 1912)
- 4 decembrie: Sócrates, (Sócrates Brasileiro Sampaio de Souza Vieira de Oliveira), 57 ani, fotbalist brazilian (atacant), (n. 1954)
- 5 decembrie: Peter Gethin, 71 ani, pilot britanic de Formula 1 (n. 1940)
- 5 decembrie: Violetta Villas (n. Czesława Maria Gospodarek), 73 ani, cântăreață, actriță poloneză de film și teatru, compozitoare (n. 1938)
- 6 decembrie: Victor Dumbrăveanu, 65 ani, prozator din R. Moldova (n. 1946)
- 6 decembrie: Horia Văsioiu, 56 ani, deputat român (1996-2000), (n. 1955)
- 7 decembrie: Harry Morgan (n. Henry Bratsburg), 96 ani, actor american (n. 1915)
- 7 decembrie: Nelson Trad, 81 ani,  avocat și politician brazilian (n. 1930)
- 8 decembrie: Mihai Botez, 89 ani, sportiv român (gimnastică artistică), (n. 1922)
- 10 decembrie: Verginia Șerbănescu, 65 ani, senator român (2004-2008), (n. 1946)
- 11 decembrie: Vasile Arvinte, 83 ani, profesor universitar român (n. 1927)
- 11 decembrie: Mihnea Gheorghiu, 92 ani, scriitor, traducător și cineast român (n. 1919)
- 11 decembrie: Leonida Lari-Iorga, 62 ani, publicistă, politiciană din R. Moldova (n. 1949)
- 12 decembrie: Mălina Olinescu, 37 ani, interpretă română de muzică pop, fiica Doinei Spătaru (n. 1974)
- 13 decembrie: Paul Miclău, 80 ani, poet, prozator și traducător român de limbă franceză (n. 1931)
- 14 decembrie: Graham Booth, 71 ani, politician britanic (n. 1940)
- 15 decembrie: Christopher Hitchens (Christopher Eric Hitchens), 62 ani, scriitor britanic (n. 1949)
- 16 decembrie: Ulf Aas, 92 ani, artist norvegian (n. 1919)
- 17 decembrie: Cesária Évora, 70 ani, cântăreață capverdiană (n. 1941)
- 17 decembrie: Kim Jong-il, 69 ani, lider suprem al Coreei de Nord (1994-2011), (n. 1941/1942)
- 18 decembrie: Václav Havel, 75 ani, scriitor, politician, președinte al Cehoslovaciei/Cehiei (1989-1992, 1993-2003), (n. 1936)
- 18 decembrie: László Lőrinczi, 92 ani, scriitor și traducǎtor maghiar de etnie română (n. 1919)
- 19 decembrie: Mariana Șora, 94 ani, scriitoare și traducătoare română de etnie maghiară (n. 1917)
- 19 decembrie: Vasile Vatamanu, 56 ani, jurnalist și politician din R. Moldova (n. 1955)
- 20 decembrie: Ernő Borbély, 60 ani, deputat român (1990-1992), (n. 1951)
- 20 decembrie: Eugenia Popescu-Județ, 86 ani, antropolog, autoare de cărți de non-ficțiune, prim-balerină, coreograf, dansator, folclorist și profesoară de dans româncă (n. 1925)
- 21 decembrie: Andrei Negru, 74 ani, botanist din Republica Moldova (n. 1937)
- 22 decembrie: Richard Bessière, 88 ani, autor francez de romane științifico-fantastice și thrillere de spionaj (n. 1923)
- 26 decembrie: Ion Bercea, 81 ani, medic veterinar român (n. 1930)

### Nedatate
- martie: János László, 86 ani, cercetător, medic, profesor universitar și rector al Universității de Medicină și Farmacie din Târgu Mureș (n. 1925)
- mai: Karen Harrison, 50 ani, prima femeie din Marea Britanie care a lucrat ca mecanic de tren (n. 1960)
- iunie: Iuliu G. Șamșudan, 66 ani, politician și profesor român (n. 1945)
- iulie: Francisc Zavoda, 84 ani, fotbalist român (atacant), (n. 1927)
- august: Constantin Ionete, 89 ani, economist român (n. 1922)
- decembrie: Cleopatra Mociuțchi-Tomozei, 83 ani,  fiziciană română (n. 1928)
- Vasile Ababi, 95 ani, chimist român (n. 1916)
- Syed Yasir Abbas, 24 ani, inginer aeronautic pakistanez (n. 1986)
- Tofig Abbasguliyev, 83 ani, lingvist azer (n. 1927)
- Lucia Berciu, 95 ani, profesoară universitară, lingvistă, traducătoare și autoare de manuale română (n. 1916)
- Cornel Bosoi, 83 ani, violonist român de etnie romă (n. 1927)
- Mary Odile Cahoon, 82 ani, profesoară de biologie și călugăriță benedictină, prima femeie exploratoare în Antarctica (n. 1929)
- Radu Mărculescu, 95 ani, profesor, deținut politic român (n. 1915)
- Vasile Năsturică, 64 ani, violonist român de etnie romă (n. 1946)
- Clarette Wachtel, 84 ani, pictoriță, artistă plastică română de etnie evreiască (n. 1926)
- Ladislau Lovrenschi, 78 ani, canotor român (n. 1932)
- Pia Pillat, 95 ani, prozatoare și memorialistă română (n. 1916)
- Leonard Fințescu, 62 ani, senator român în legislatura 1990-1992, ales în județul Galați pe listele partidului FSN  (n. 1949)
- Itzhak Peri, 86 ani, istoric și pedagog israelian, originar din Transilvania (România) (n. 1925)
- Elias Baruch, 90 ani, atlet evreo-român (n. 1921)
- Antonina Diaconu, 88 ani,  monahie de la Mănăstirea Tismana (n. 1923)

## Mari sărbători religioase
- 3 februarie: Anul Nou Chinezesc
- 24 aprilie: Paștele ortodox și catolic
- 26 noiembrie: Anul Nou Islamic
- 20 decembrie: Hanuka
- 25 decembrie: Crăciunul

## Premii Nobel
- Medicină: Bruce Beutler, Jules Hoffmann și Ralph Marwin Steinman[42] (Canada) - pentru cercetările din domeniul sistemului imunitar.
- Fizică: Saul Perlmutter, Brian P. Schmidt și Adam G. Riess[43] (SUA) - pentru „descoperirea expansiunii accelerate a Universului prin observații asupra supernovelor îndepărtate”.
- Chimie: Dan Shechtman[44] (Israel) - pentru descoperirea cvasicristalelor.
- Economie: Thomas Sargent și Christopher A. Sims (SUA) - pentru progresul înregistrat în cercetarea relațiilor dintre măsurile de politică economică și impactul lor asupra economiei reale.[45]
- Literatură: Tomas Tranströmer[46] (Suedia) - pentru că „prin imaginile sale condensate, diafane, ne oferă un acces proaspăt la realitate.”
- Pace: Ellen Johnson Sirleaf, Leymah Gbowee și Tawakkul Karman (Yemen) - pentru “lupta lor non-violentă în favoarea securității femeilor și pentru drepturile femeilor la o participare deplină la munca de construire a păcii”.[47]

## 2011 în filme
Aceasta este o listă de filme cu acțiune în 2011, nu realizate în 2011:
- Killer Tattoo (2001)
- Millennium Mambo (2001)
- Aeon Flux. 99% din populația lumii este infectată cu un virus în anul 2011.